# 斯科普里
斯科普里（羅馬化：Skopje，[ˈskɔpjɛ] ⓘ）是北馬其頓共和國的首都，也是北馬其頓最大的都市，北馬其頓全國總人口的三分之一居住在斯科普里。斯科普里也是北馬其頓的政治、文化、經濟、学術的中心都市。
斯科普里在古羅馬時期的名稱是斯庫皮（Scupi）。斯科普里附近地區自約公元前4000年以來就有人居住。在今日斯科普里市中心的斯科普里城堡附近發現了新石器時代的集落遺跡。1世紀前夕，集落被羅馬人攻克，成為羅馬軍隊的野營地。
羅馬帝國在395年分為東羅馬帝國（拜占庭帝國）和西羅馬帝國，斯庫皮由首都位於君士坦丁堡的東羅馬帝國統治。在中世紀的早期，東羅馬和保加利亞第一帝國爭奪巴爾幹地區的霸權。972年至992年期間，斯科普里是保加利亞第一帝國的首都。1282年開始，斯科普里由塞爾維亞統治。1346年，塞爾維亞帝國將斯科普里設為首都。1392年，斯科普里被奧斯曼帝國征服，奧斯曼人稱斯科普里為于斯屈普（Üsküp）。斯科普里在此之後被奧斯曼統治超過500年，是于斯屈普帕夏桑扎克的首府。之後又是科索沃州（Vilayet of Kosovo）的首府。在這一期間，市內建造了許多著名的東方樣式的建築物。
在1912年巴爾幹戰爭期間，斯科普里被塞爾維亞王國征服，第一次世界大戰之後，斯科普里成為新建國家塞爾維亞人、克羅埃西亞人和斯洛維尼亞人王國（后成為南斯拉夫王國）的一部份。第二次世界大戰時期，斯科普里被軸心國國家保加利亞軍隊佔領。1944年，成為南斯拉夫社會主義聯邦共和國的加盟國馬其頓社會主義共和國的首都。斯科普里在第二次世界大戰之後得到了急速的開發。但因1963年發生了地震，其發展一時停滯。1991年，斯科普里成為自南斯拉夫獨立的馬其頓共和國的首都。
斯科普里位於發達河的上流，地處連接贝尔格莱德和雅典的巴爾幹半島南北走廊中央。斯科普里的主要產業有金屬加工和木材、紡織、皮革、印刷產業。斯科普里的產業發展除了貿易、物流、金融部門之外，也將文化和體育事業設為開發的重點。據2021年最新的一次人口普查，斯科普里城区的人口数量为422,540人，而组成斯科普里市的所有10个市镇的总人口数量则为526,502人。

## 名稱
斯科普里的名稱來自于古代拉丁語中的斯庫皮（Scupi）一詞，這個名稱來自于古代希臘和羅馬國境處一個要塞城市的名稱，起源自色雷斯人和派奧尼亞人。在現代，奧斯曼帝國統治時期，斯科普里在奧斯曼語中的名稱是于斯屈普（Üsküp）。在塞爾維亞王國時期，斯科普里在塞爾維亞語中的名稱是"Skoplje" ，「斯科普里」這一譯名就是翻譯自塞爾維亞語的名稱。1912年至1941年期間，斯科普里在保加利亞王國的名稱是Skopie（Скопие）。1945年開始，斯科普里的官方馬其頓語名稱是Skopje （Скопје）。阿爾巴尼亞人則稱斯科普里為什庫普（Shkup）或什庫皮（Shkupi）。

## 地理

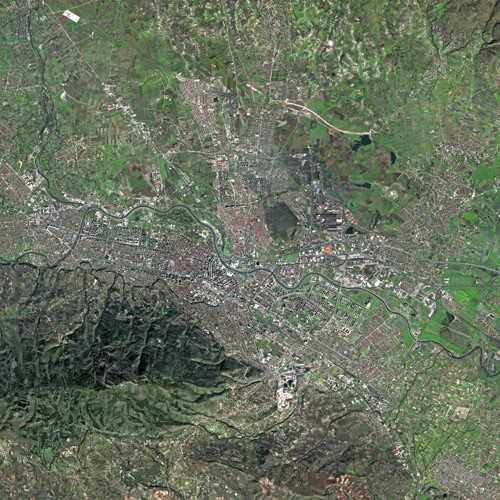
斯科普里的衛星照片

斯科普里位於巴爾幹半島中部，北馬其頓北部的斯科普里地區，約位於貝爾格萊德和雅典兩城市連線的中點位置。發達河的源頭位於戈斯蒂瓦的附近，流經斯科普里之後再經過北馬其頓南部達到北馬其頓和希臘的國境，最后流入愛琴海。發達河谷幾乎都由丘陵和山地構成。斯科普里市區東西寬23公里，南北長9公里。平均海拔有225米。斯科普里市區面積有1,854平方公里。

### 氣候
按照柯本氣候分類法，斯科普里在氣候上屬於副热带湿润气候（Cfa）區，靠近和温帶濕潤大陸性氣候的交界處。斯科普里位於其西北部普羅萊蒂耶山脈的雨影區，降水較少，其降水量只有與其同緯度的亞得里亞海沿岸地區降水量的四分之一。夏季潮濕炎熱，冬季寒冷且頗潮濕，常有降雪。夏季氣溫經常超過31°C，有時會超過40°C。春季和秋季的氣溫介于15-24℃之間。冬季氣溫大約有6°C，有時會低於0°C。也有低於-10°C的情況。全年均有降水，10月至12月和4月至6月期間降水較多。
| 斯科普里（1971-1990）  | 斯科普里（1971-1990） | 斯科普里（1971-1990） | 斯科普里（1971-1990） | 斯科普里（1971-1990） | 斯科普里（1971-1990） | 斯科普里（1971-1990） | 斯科普里（1971-1990） | 斯科普里（1971-1990） | 斯科普里（1971-1990） | 斯科普里（1971-1990） | 斯科普里（1971-1990） | 斯科普里（1971-1990） | 斯科普里（1971-1990） |
| 月份                   | 1月                   | 2月                   | 3月                   | 4月                   | 5月                   | 6月                   | 7月                   | 8月                   | 9月                   | 10月                  | 11月                  | 12月                  | 全年                  |
| ---------------------- | --------------------- | --------------------- | --------------------- | --------------------- | --------------------- | --------------------- | --------------------- | --------------------- | --------------------- | --------------------- | --------------------- | --------------------- | --------------------- |
| 平均高温 °C（°F）      | 4.3 (39.7)            | 8.4 (47.1)            | 13.8 (56.8)           | 18.5 (65.3)           | 23.7 (74.7)           | 27.5 (81.5)           | 30.0 (86.0)           | 30.0 (86.0)           | 26.0 (78.8)           | 19.3 (66.7)           | 10.2 (50.4)           | 5.1 (41.2)            | 18.07 (64.53)         |
| 平均低温 °C（°F）      | −3.4 (25.9)           | −1.3 (29.7)           | 1.9 (35.4)            | 5.4 (41.7)            | 9.9 (49.8)            | 13.1 (55.6)           | 14.9 (58.8)           | 14.6 (58.3)           | 11.3 (52.3)           | 6.3 (43.3)            | 1.3 (34.3)            | −2.4 (27.7)           | 5.96 (42.73)          |
| 平均降水量 mm（）      | 33.6 (1.32)           | 37.2 (1.46)           | 35.8 (1.41)           | 40.4 (1.59)           | 61.8 (2.43)           | 45.9 (1.81)           | 33.6 (1.32)           | 31.3 (1.23)           | 41.0 (1.61)           | 44.0 (1.73)           | 56.3 (2.22)           | 46.1 (1.81)           | 507 (19.94)           |
| 平均降水天数（≥ 1 mm） | 6                     | 6                     | 6                     | 7                     | 9                     | 6                     | 5                     | 5                     | 5                     | 6                     | 7                     | 7                     | 75                    |
| 月均日照時數           | 52.3                  | 90.4                  | 136.4                 | 168.0                 | 232.5                 | 258.0                 | 285.2                 | 275.9                 | 207.0                 | 161.2                 | 105.0                 | 71.3                  | 2,043.2               |
| 来源：                 |                       |                       |                       |                       |                       |                       |                       |                       |                       |                       |                       |                       |                       |

### 河流及湖泊

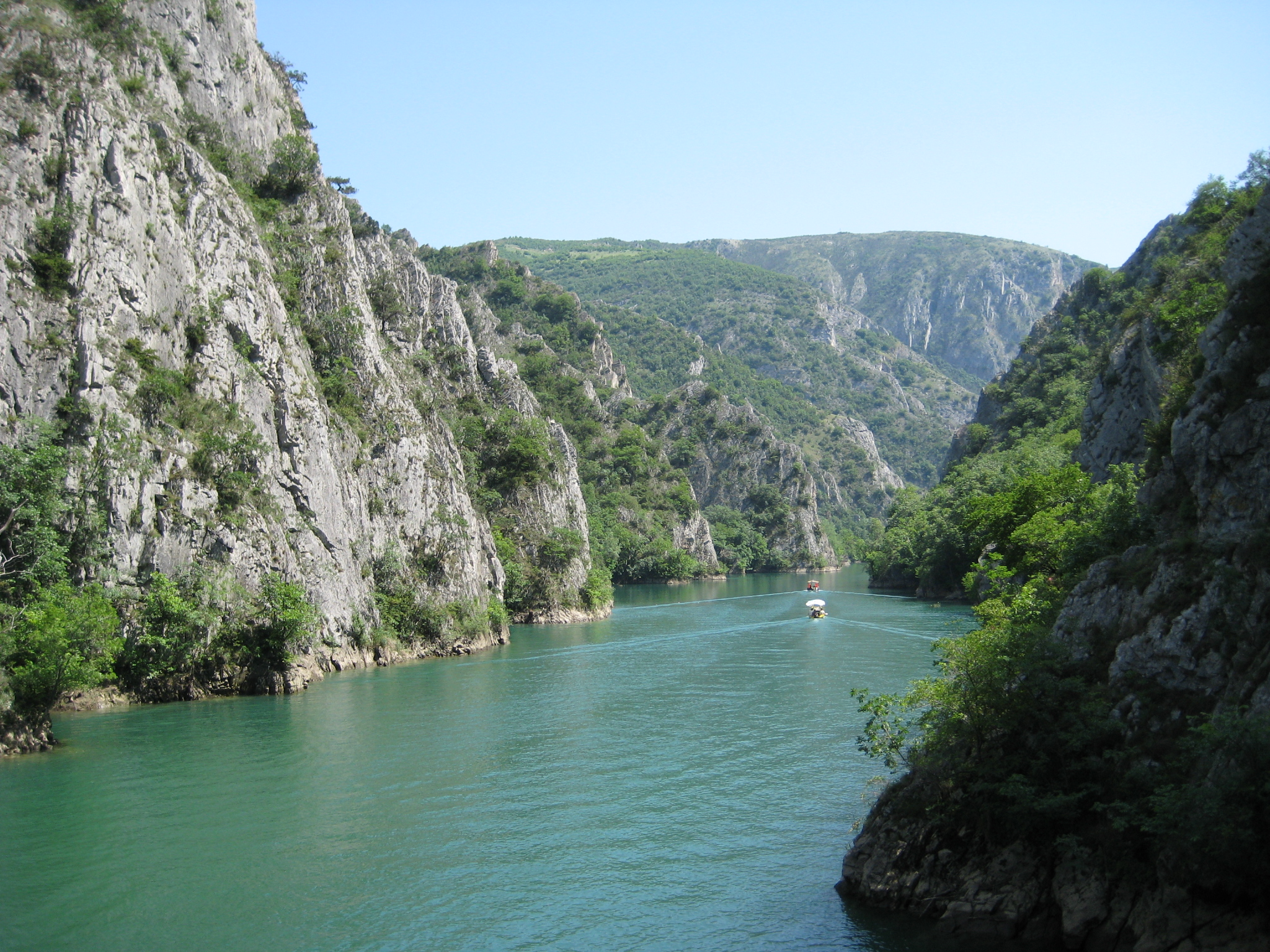
馬托卡河谷

斯科普里位於距發達河源頭約96公里處，發達河在流經斯科普里市內之後流至塞薩洛尼基附近的三角洲地區。河上有多座橋樑，其中有五座位於斯科普里市中心。有數條支流在斯科普里注入發達河，其中最長的是托雷斯卡河，長130公里。其他還有萊佩納茨河、普欽尼亞河、卡第那河、馬爾科瓦河、巴特舒卡河等河流，長度均在70公里以下。斯科普里有馬托卡河谷和托雷斯卡兩個人工湖。托雷斯卡的湖水來自托雷斯卡河，位於斯科普里郊外。另外，市內還有一個名為雅庫皮察（Jakupica）的冰川湖。

### 地質
斯科普里市區附近的中規模山地是因地震活動而形成的。斯科普里西部有夏爾山，南部是雅庫皮察山脈，東部是奧索戈沃。奧索戈沃是北馬其頓和保加利亞的國境。斯科普里市區的最高地點標高1,066m，而遠郊山區中的奧索伊、斯科普斯卡-庫爾納-戈拉、傑登等山峰分別標高1,506m、1,260m、1,561m。有數條河流在市區附近形成了河谷。

### 城市規劃

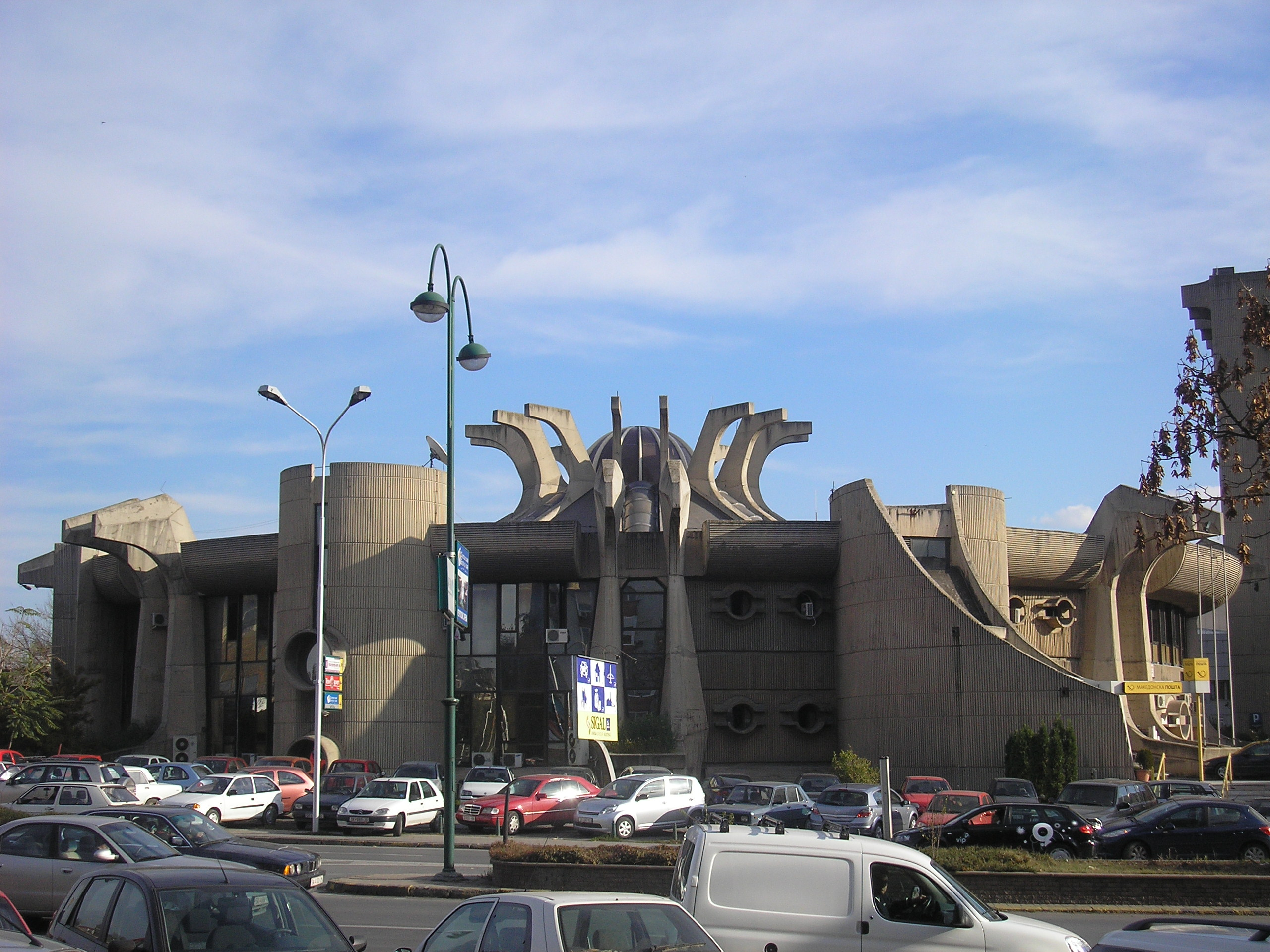
中央郵政局

斯科普里的城市規劃在過去頗不嚴謹，其結果使得在1963年的斯科普里地震中，市區的80%被破壞。斯科普里市中心以發達河為界，分為兩個行政區。河北岸是查伊尔地區，斯科普里舊巴扎就位於這裡，是斯科普里的舊市區。南岸是岑塔尔，有眾多的現代建築，是斯科普里市區的中心。
地震后斯科普里的大部份都市規劃是由日本人城市規劃家丹下健三設計的。丹下曾策劃過多個都市規劃，包括1949年的廣島市重建规划。在重建規劃中，最具代表性的建築是斯科普里火車站，高架月台使得道路交通和步行者得以分離。在都市規劃中，還計劃在河南岸重建在地震中損毀的1,800戶住宅。在1960年代中期，斯科普里的建築物重建計劃得到進展。值得一提的建築有由馬其頓人建築家揚科·康士坦丁諾夫設計的中央郵政局。

### 斯科普里2014計劃
今日的斯科普里在各方面都有新的開發計劃進行。北馬其頓的執政黨馬其頓內部革命組織民族統一民主黨在2010年提出了斯科普里2014計劃，計劃在首都斯科普里建設眾多具紀念碑意義的設施。計劃內容包括了建設數個雕塑和噴泉、橋樑以及博物館，費用估算達5億歐元。針對這一計劃將建設新的地標性建築物，保守派歷史主義建築家認為這將耗費巨大的費用，新的雕像和紀念碑没能表现少數民族，还批評這將使得斯科普里變為主題樂園。

## 歷史

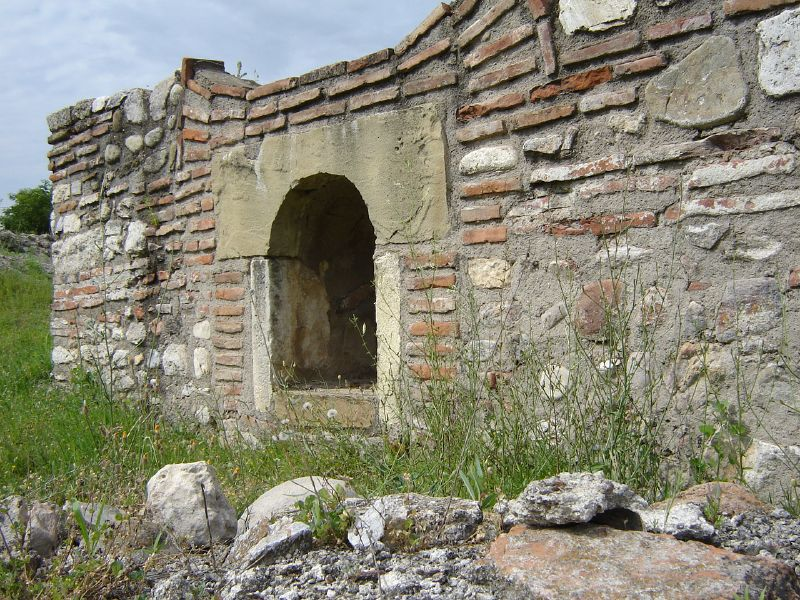
古代斯庫皮集落的遺跡

### 古代
斯科普里地區在公元前4000年左右開始有人居住。在斯科普里城堡附近發現了新石器時代的集落的遺跡。最早來到斯科普里的人們很有可能是色雷斯人部族特里巴利人，他們受到了斯基泰人及凱爾特人、伊利里亞人很強的影響。之後，斯科普里附近開始有派奧尼亞人居住。公元前前3世紀，達達尼亞侵略了斯科普里。斯庫皮是斯科普里古代的名稱，也是達達尼亞的首都。在公元前2世紀，達爾達尼亞王國的領域擴張至現在的尼什至維勒斯一帶的地區。之後羅馬帝國在東方積極擴張，斯庫皮也被羅馬帝國所支配。征服斯庫皮的軍隊主要是圖密善（81 - 96）治世時期第七克劳狄军团的軍隊。不過也有一些來自馬其頓行省的克拉蘇的軍隊在公元前29-前28年，羅馬帝國正式支配斯庫皮之前就駐扎在這裡。在這之後的奧古斯都統治時期，斯庫皮是穆爾西亞行省的一部份。之後在86年，圖密善拆分了帝國的行省，斯庫皮的地位也得到了提高，被劃入新的行省並且是上穆爾西亞行省內地區的首府。這一地區被稱為達達尼亞，是上穆爾西亞行省內達爾達尼亞人的特別地區。公元395年開始，斯庫皮由拜占庭統治。在5世紀中期，斯庫皮很有可能是一個大主教辖区的中心。

### 中世紀

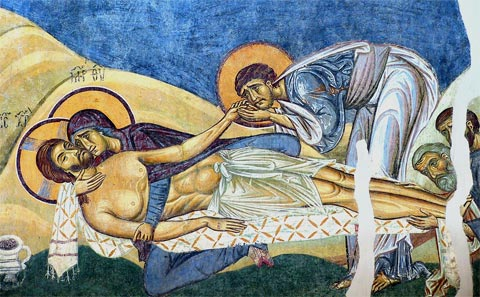
聖龐塔萊翁教堂的圣母怜子图濕壁畫

在東羅馬統治時期，斯庫皮是地區的貿易中心和軍隊的駐扎地，有著重要的地位。東羅馬帝國皇帝查士丁尼一世（527-565）出生在陶雷修姆（Tauresium）。這個城市位於現在斯科普里東南20公里處。
之後，斯庫皮在518年的地震中完全毀壞，據歷史學家普羅科匹厄斯記載，查士丁尼一世在自己的出生地陶雷修姆及貝德里阿納（今日的塔奧爾村和巴德爾村）建造了新的建築。萊佩納茨河和發達河流經這一地區，土地因此十分肥沃，中世紀時期的都市遺跡尤斯提亞納普利馬保存至今。
隨著局勢逐漸混乱，斯庫皮先後被保加利亞、伊庇魯斯專制國、尼西亞帝國等國佔領。中世紀初期，東羅馬和保加利亞第一帝國之間多次爭奪斯庫普，在972年至992年期間，斯庫皮是保加利亞第一帝國的首都。1018年又被東羅馬支配，之後又被保加利亞統治。斯科普里曾因貿易而繁榮。但在11世紀後期因地震開始衰退。1189年，斯科普里曾被塞爾維亞統治過較短時間。
13世紀中期，斯科普里成為保加利亞封建領主、后来的保加利亚沙皇君士坦丁一世的首都。東羅馬曾利用斯科普里的衰退一度恢復其在這一地區的影響力，但随后再次失去对斯科普里的控制。1282年，斯蒂芬·米盧廷二世从拜占廷手中取得斯科普里的支配權。米盧廷之孫烏羅斯四世以斯科普里為首都，之後自称为塞爾維亞人和希臘人的皇帝。1346年，烏羅斯四世成立了以斯科普里為首都的塞爾維亞帝國，大主教座升格為總主教座。1355年，烏羅斯四世突然逝世，烏羅斯五世繼位之後，塞爾維亞帝國難以維持，分裂為數個小公國。烏克·布蘭科維奇（Vuk Branković）是中世紀最後一位支配斯科普里的塞爾維亞人及基督教君主。

### 奧斯曼統治時期

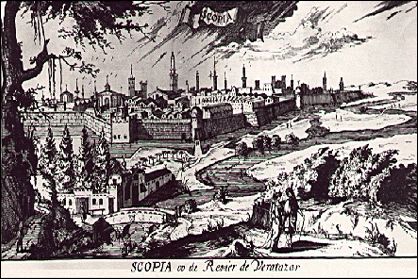
1594年時的斯科普里

奧斯曼帝國征服了巴爾幹半島各地，並且在1392年征服了斯科普里，在這之後的520年里，斯科普里都由奧斯曼統治。奧斯曼將城市的名稱改為于斯屈普（Üsküb）。奧斯曼設立了斯科普里桑扎克，于其屈普則是其中心城市。于斯屈普是中歐的戰略要地，在奧斯曼統治時期城市往發達河和賽爾博河的合流地点擴張。穆斯林很快就成為城市人口中的多數派，建築樣式也因此而變化。15世紀，斯科普里市內設立了Kapan An和Suli An等眾多隊商旅館。這一時期還重建了斯科普里的地標石橋。另外，有眾多被逐出西班牙的塞法迪猶太人居住在于斯屈普，促進了文化的交流和貿易的發展。

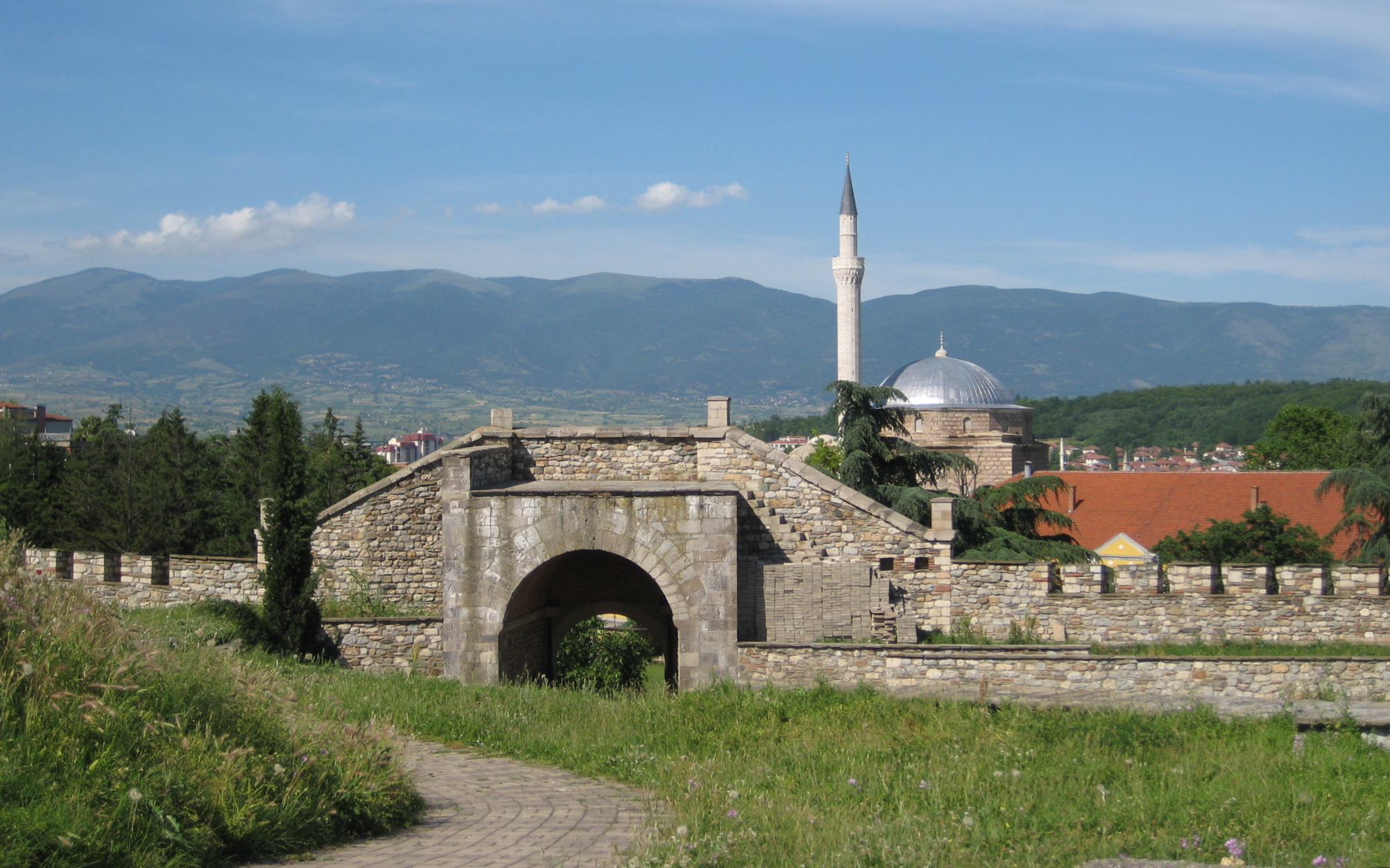
自斯科普里城堡眺望穆斯塔法帕夏清真寺

在奧斯曼的統治之下，城市里出現了數座清真寺，教會的土地則多次被退役的士兵接收，許多教會在當時都改為清真寺。1689年，于斯屈普曾被哈布斯堡王朝的大將皮科洛米尼（Enea Silvio Piccolomini）短暫佔領。雖然他的軍隊並未在這裡長期駐留，瘟疫卻急速襲擊了城市。皮科洛米尼的軍隊在撤退時放火燒毀了于斯屈普。而關於放火的原因，有說法認為是爲了根絕疫病，也有人認為是爲了報復1683年奧斯曼對維也納進行的第二次維也納包圍。
在之後的兩個世紀，于斯屈普陷入衰退，至19世紀，人口減少至約一萬人。然而在1873年，開通了于斯屈普至塞洛尼卡（現在的斯科普里至塞薩洛尼基）的鐵路，許多旅行者和商人都來到城市，人口也恢復到了之前三萬人的水準。17世紀，斯科普里有東正教徒和穆斯林、天主教徒、猶太教徒等多種宗教的信徒居住。羅馬天主教斯科普里教區的宗教領袖曾由波斯尼亞人、意大利人和馬其頓人等多種民族出身的人擔任，例如希臘人修道士伊亞基多斯·馬庫里波塔里烏斯（Giacinto Macripodari，Υάκινθος Μακρυποδάρης，1610-1672）曾在1645年至1649年期間擔任斯科普里的司教。
在奧斯曼的坦志麥特（1839-76）改革時期，帝國內民族主義高漲。在1870年，自保加利亞正教會中分離新設了一個新的教會，新教會的設立與其說是因宗教原則不如說是基於民族同一性。斯科普里主教區的居民在1874年參加了投票，91%的投票者希望參加新教區，占壓倒性多數。馬其頓內部革命組織于1893年設立在塞薩洛尼基，當時是一個小規模的反奧斯曼的馬其頓人革命組織，宣稱馬其頓是不可分裂的，並且無論宗教和民族，居住在馬其頓的居民都是馬其頓人。1903年，馬其頓內部革命組織對奧斯曼帝國發起了一場有組織的叛亂。在斯科普里，革命的組織工作並不理想，且面臨武器不足等嚴重問題。在叛亂發生時期，叛亂軍曾使得軍事列車脫軌。在8月3日和5日，土耳其軍隊開始在發達河上的橋樑及聖約安修道院對叛亂組織展開攻擊。之後的數天內，叛亂均被奧斯曼的非正規軍巴什波祖克驅趕至保加利亞。1912年8月12日，發生了一場由15,000名阿爾巴尼亞人發動的叛亂，奧斯曼勢力被逐出都市。

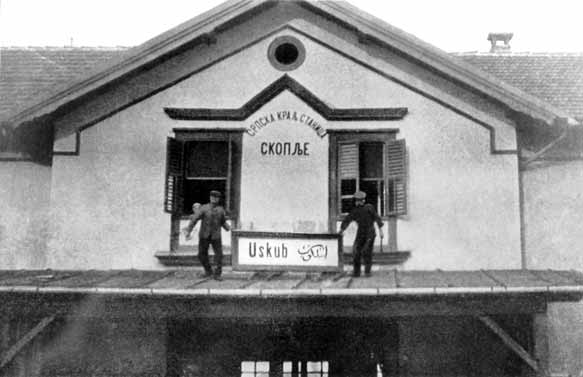
塞爾維亞軍隊將看板上的文字由Üsküb改為Скопље。1912年

在第一次巴爾幹戰爭時期，奧斯曼帝國軍隊不敵黑山王國和希臘王國、塞爾維亞王國、保加利亞王國的聯軍。塞爾維亞王國和土耳其之間爆發了庫馬諾沃之戰，在戰役開始數周之後塞爾維亞援軍到達，奧斯曼帝國不得不完全撤退出馬其頓。

### 巴爾幹戰爭至第二次世界大戰期間
1913年《倫敦條約》簽訂后，塞爾維亞政府開始統治馬其頓。在第二次巴爾幹戰爭期間，塞爾維亞和前盟友保加利亞之間爆發了戰爭，斯科普里則在戰爭期間仍由塞爾維亞王國統治。第一次世界大戰爆發後，保加利亞王國於1915年佔領了斯科普里。1918年至1939年期間，斯科普里成為新成立的南斯拉夫王國的一部份。在1920年，斯科普里曾被南斯拉夫共產主義者聯盟支配了半年。塞爾維亞人統治者爲了破壞馬其頓人的民族主義思想，對民族主義者採取遠比奧斯曼統治時期更殘酷的鎮壓行動。1931年，南斯拉夫王國開始實施地方分權，斯科普里成為發達自治州的首府。1941年，南斯拉夫也被捲入戰爭，斯科普里爆發了大規模反戰遊行。1941年4月7日，納粹德國佔領了斯科普里，之後該城又劃給了保加利亞。保加利亞佔領軍在各個領域實施了「保加利亞化運動」，設立了國立劇院、博物館以及波利斯國王大學等高等教育機構。
1943年3月11日，居住在斯科普里的3,286名猶太人被強制送往波蘭的特雷布林卡集中營的毒氣室。這和保加利亞處置本國國內猶太人的方法形成巨大對比。

### 第二次世界大戰之後至現代

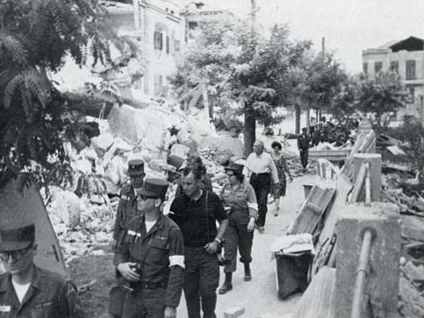
1963年斯科普里地震時，將災民送至醫療提供地點的美軍隊員

在1944年9月13日，斯科普里被南斯拉夫「游擊隊」組織的旗下軍隊「馬其頓解放戰線」及其同盟「保加利亞人民軍」解放。保國亦於1944年9月向蘇聯無條件投降，退出軸心國，加入同盟國陣營、對德國宣戰。之後，斯科普里很快成為新成立的南斯拉夫社會主義聯邦共和國內馬其頓人民共和國的首都。
至1991年為止，斯科普里是馬其頓社會主義共和國的首都。城市的規模得到擴大，斯科普里在1945年時人口有15萬，在1990年代前期，增加到60萬。進入1960年代后，1962年，瓦爾達爾河爆發洪水。1963年又發生了芮氏規模6.1級地震，斯科普里受到了重創，超過1,000人遇難、120,000人無家可歸。另外，眾多文化設施都遭到嚴重損壞。在大規模的國際志願的幫助下，斯科普里得到了復興，然而也有許多古老的頗具魅力的新古典主義建築物就此失去。新的城市規劃是由當時活躍在第一線的日本人建築家及城市規劃家丹下健三計劃。爲了紀念遇難者，在地震中受損的斯科普里舊火車站改為斯科普里博物館并保存至今。
斯科普里市中心歷史可追溯至16世紀至18世紀的一些新古典主義建築物，如國立劇場和眾多政府機構、斯科普里城堡（加雷城堡）等建築在地震中被破壞。國際性的金融援助給斯科普里的重建有極高的重要性，使得在1960年代，斯科普里建設了眾多野獸派建築物，成為具現代感的都市，中央郵政局和國立銀行就是其中具代表性的建築物。幸運的是，舊巴扎在地震中得以倖存。斯科普里現代的建築群是其復興的象徵，然而也給都市帶來缺乏生機的印象。1991年，馬其頓自南斯拉夫獨立，斯科普里成為馬其頓共和國的首都。現在斯科普里的大街及建築物、店鋪的改裝得到進展。
2006年7月選出新政府后，制定了修復和保存在1963年受損的斯科普里城堡及19世紀的舊國立劇場、舊國立銀行的計劃。另外還制定了建設新博物館及公文書館、憲法法院、音樂劇場的計劃。按照「斯科普里2014計劃」，2015年，將完成菲利普二世體育場的重建。斯科普里機場的重建和擴建工作也在進行。然而針對這些新的開發計劃，也有財政和景觀上的批評。

## 行政

### 地位
作为北马其顿的首都及最大城市，斯科普里享有法律规定的特别地位。相关法律最近修改于2004年。自此斯科普里市划分为10个市镇，每个市镇如同国内的其他所有市镇一样拥有其自己的市镇议会及市镇长官。市镇仅处理自己辖区内的相关事务，斯科普里市则处理跟所有下辖市镇都相关的事务，或者不能细分至两个或多个市镇的事务。
斯科普里市属于斯科普里统计区，然而统计区并无任何政治或行政上的权力。

### 市议会
市议会有45名成员，任期为4年。市议会主要处理预算以及市政府和中央政府之间的关系。市议会成立了若干个委员会来处理一些特别的事务，诸如都市化、金融、本地发展的环境等。市议会主席由市议会成员投票产生。

### 市长
斯科普里市长每四年选举产生。市长代表斯科普里市，可以向市议会提供建议，并管理市属行政机构及其官员。

### 市镇
斯科普里早在1945年开始划分为下属行政单位，但在1976年才开始设立首批市镇。首批五个市镇为：岑塔尔市镇、查伊尔市镇、卡爾波什市鎮、加齊巴巴市鎮及基塞拉沃達市鎮。1991年独立后，权力被集中，市镇丧失了大部分功能。1996年修订了法律来回复市镇的功能，同时设立了两个新的市镇：乔尔切彼得罗夫市镇和舒托奧里扎里市鎮。2001年马其顿武装冲突后在2004年通过了新法把薩拉伊市鎮并入斯科普里市。萨拉伊居民主要为阿尔巴尼亚族，由此阿族人口数量超过20%。因此阿尔巴尼亚语成为了斯科普里市的第二官方语言，这也是阿族叛乱的诉求之一。同年艾罗德龙市镇自基塞拉沃达市镇析出，布泰尔市镇自查伊尔市镇析出。
市镇由市镇议会来管理，23名成员每四年由选举产生。每个市镇也有一名市镇长官及数个局级部门（教育、文化、金融等）。市镇长官主要与这些部门打交道。
| \| 市镇 \| 面积 (km2)[67] \| 人口 (2002年)[68] \| 人口 (2021年)[69] \| \| ------------------ \| -------------- \| ----------------- \| ----------------- \| \| 艾罗德龙市镇 \| 20 \| 72,009 \| 77,735 \| \| 布泰尔市镇 \| 54.79 \| 36,144 \| 37,968 \| \| 岑塔尔市镇 \| 7.52 \| 45,412 \| 43,893 \| \| 查伊尔市镇 \| 3.52 \| 64,773 \| 62,586 \| \| 加齊巴巴市鎮 \| 110.86 \| 72,617 \| 69,626 \| \| 乔尔切彼得罗夫市镇 \| 66.93 \| 41,634 \| 44,844 \| \| 卡爾波什市鎮 \| 35.21 \| 59,666 \| 63,760 \| \| 基塞拉沃達市鎮 \| 34.24 \| 57,236 \| 61,965 \| \| 薩拉伊市鎮 \| 229.06 \| 35,408 \| 38,399 \| \| 舒托奧里扎里市鎮 \| 7.48 \| 22,017 \| 25,726 \| \| 斯科普里市 \| 571.46 \| 506,926 \| 526,502 \| | 1. 岑塔尔 2. 加齊巴巴 3. 艾罗德龙 4. 查伊尔 5. 基塞拉沃達 6. 布泰尔 7. 舒托奧里扎里 8. 卡爾波什 9. 乔尔切彼得罗夫 10. 薩拉伊 |               |               |
| 市镇 | 面积 (km2) | 人口 (2002年) | 人口 (2021年) |
| 艾罗德龙市镇 | 20 | 72,009        | 77,735        |
| 布泰尔市镇 | 54.79 | 36,144        | 37,968        |
| 岑塔尔市镇 | 7.52 | 45,412        | 43,893        |
| 查伊尔市镇 | 3.52 | 64,773        | 62,586        |
| 加齊巴巴市鎮 | 110.86 | 72,617        | 69,626        |
| 乔尔切彼得罗夫市镇 | 66.93 | 41,634        | 44,844        |
| 卡爾波什市鎮 | 35.21 | 59,666        | 63,760        |
| 基塞拉沃達市鎮 | 34.24 | 57,236        | 61,965        |
| 薩拉伊市鎮 | 229.06 | 35,408        | 38,399        |
| 舒托奧里扎里市鎮 | 7.48 | 22,017        | 25,726        |
| 斯科普里市 | 571.46 | 506,926       | 526,502       |

## 經濟
在南斯拉夫社會主義聯邦共和國時期，斯科普里成長為重要的經濟中心。斯科普魯是馬其頓最大的經濟和產業中心。但隨著希臘封鎖國境和馬其頓獨立后經濟制度的變化，第二產業和第三產業受到了影響。希臘的塞薩洛尼基在以前曾是馬其頓產品的出口港口，但在共產主義體制崩潰之後，國營企業大量关闭和破产。另外，馬其頓人和阿爾巴尼亞人之間的爭執也給投資家帶來了不良的印象。
2020年斯科普里的失業率是12.0%，比北馬其頓國內平均值15%要低。2021年時，市內約有70,000家企業。斯科普里的經濟依賴于經濟特區。其開發重點是教育、觀光開發、以及免稅經濟特區，例如位於斯科普里郊外的布納爾季克（Бунарџик）。除了服务业，斯科普里有眾多工廠，最重要的產業有金屬加工、化學、繊維、印刷等工業。以斯科普里為據點的著名企業有斯科普里安賽樂米塔爾、斯科普里煉油廠、泰坦水泥廠、斯科文酒莊等。斯科普里證券交易所是馬其頓最重要的證券交易所，
設立于1995年。

### 預算
斯科普里市2010年的財政收入是41億4335萬馬其頓代納爾，其中有20億代納爾是直接稅，10億代納爾則是來自政府撥款。剩下的則是間接稅和財產轉讓、各種捐款等。另外，財政支出則是47億2555萬7000代納爾，赤字5億8,200萬代納爾。

## 社會

斯科普里的民族分佈

斯科普里是馬其頓人口最多的都市。據2002年人口普查，斯科普里的人口有506,926人。據最近的一次非正式統計，2006年，斯科普里有668,518人居住。

### 民族構成

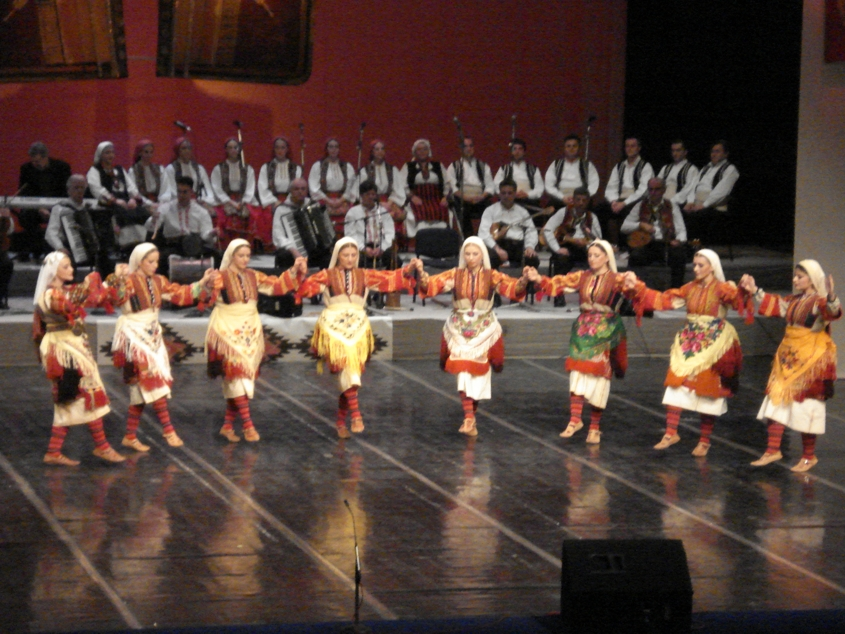
民族舞蹈

斯科普里人口最多的民族是馬其頓人，有338,358人，占總人口的66.75%。之後是阿爾巴尼亞人，有103,891人，占20.49%。羅姆人是第三大民族，有23,475人居住，占總人口的4.63%。另外，斯科普里還有14,298名塞爾維亞人居住，占總人口的2.82%；有8,595名土耳其人居住，占總人口的1.70%。有7,585名波士尼亞克人居住，占總人口的1.50%；有2,557人阿羅馬尼亞人居住，占總人口的1.61%。另外還有8,167人認為自己是其他民族，占總人口的1.61%。
最大的少數民族阿爾巴尼亞人因其人口較多，而因此相比其他少數民族而言享有更受照顧的地位。例如，在地方政府和小學可使用阿爾巴尼亞語，在至少25%人口是阿爾巴尼亞語使用者的區，阿爾巴尼亞語和馬其頓語同為官方語言。
羅姆人是在奧斯曼帝國時期開始來到斯科普里的，許多羅姆人都居住在托帕納（Топаана）地區。Топаана來自于土耳其語Tophane，意思是大炮工廠及兵器工廠，羅姆人在那裡找到了製造火藥的工作。

### 人口統計
至20世紀中期，斯科普里都是一座規模很小的城市。南斯拉夫國內共和國首都的地位，以及共產主義體系，導致了快速的工業化和人口大幅增長。1948年時，馬其頓人總人口的9.6%居住在斯科普里，到1994年，這一數字增加到約為25%。據1953年人口普查，斯科普里有122,143人居住，其中馬其頓人有74,686人，占61.1%；土耳其人有22,562人，占18.5%；塞爾維亞人有8,650人，占7.1%；羅姆人有7,829人，占6.4%；阿爾巴尼亞人有3,166人，占2.6%。
1963年地震使得市區的80%受損，約1,000人遇難。但之後城市得到迅速重建，人口快速增加。1948年時，斯科普里有人口102,600人，1981年時人口超過400,000人。
1980年代之後，南斯拉夫社會不穩導致了增長停滯。馬其頓于1991年獨立出現了更多的問題。其結果使得1981年至1994年期間，斯科普里的人口增加數和其他年代相比較少，有40,100人。在此之後人口又快速增加。
| 1455  | 1468  | 1544  | 1569   | 1831   | 1841   | 1877   | 1882   | 1921   | 1931   | 1948    | 1953    | 1961    | 1971    | 1981    | 1994    | 2002    | 2006    |
| ----- | ----- | ----- | ------ | ------ | ------ | ------ | ------ | ------ | ------ | ------- | ------- | ------- | ------- | ------- | ------- | ------- | ------- |
| 4,091 | 4,901 | 6,061 | 10,525 | 22,960 | 25,095 | 31,515 | 34,152 | 41,066 | 64,807 | 102,600 | 139,200 | 197,300 | 312,300 | 408,100 | 448,200 | 506,926 | 668,518 |

### 保健
斯科普里最大的公立醫院設立于1944年，有11,000個床位。斯科普里有了用放射學和腫瘤學醫學院建於1960年。菲利普二世醫院開設于2000年，是一家專長于心臟學的醫院。
2003年，斯科普里的出生率是10.6‰，死亡率是7.7‰。斯科普里的出生率比全國平均值13.14‰要低，死亡率則和全國平均值相近。2003年，馬其頓全國幼兒死亡率平均值是11.74%，斯科普里則是11.18%，和全國平均幾乎相同。

### 教育

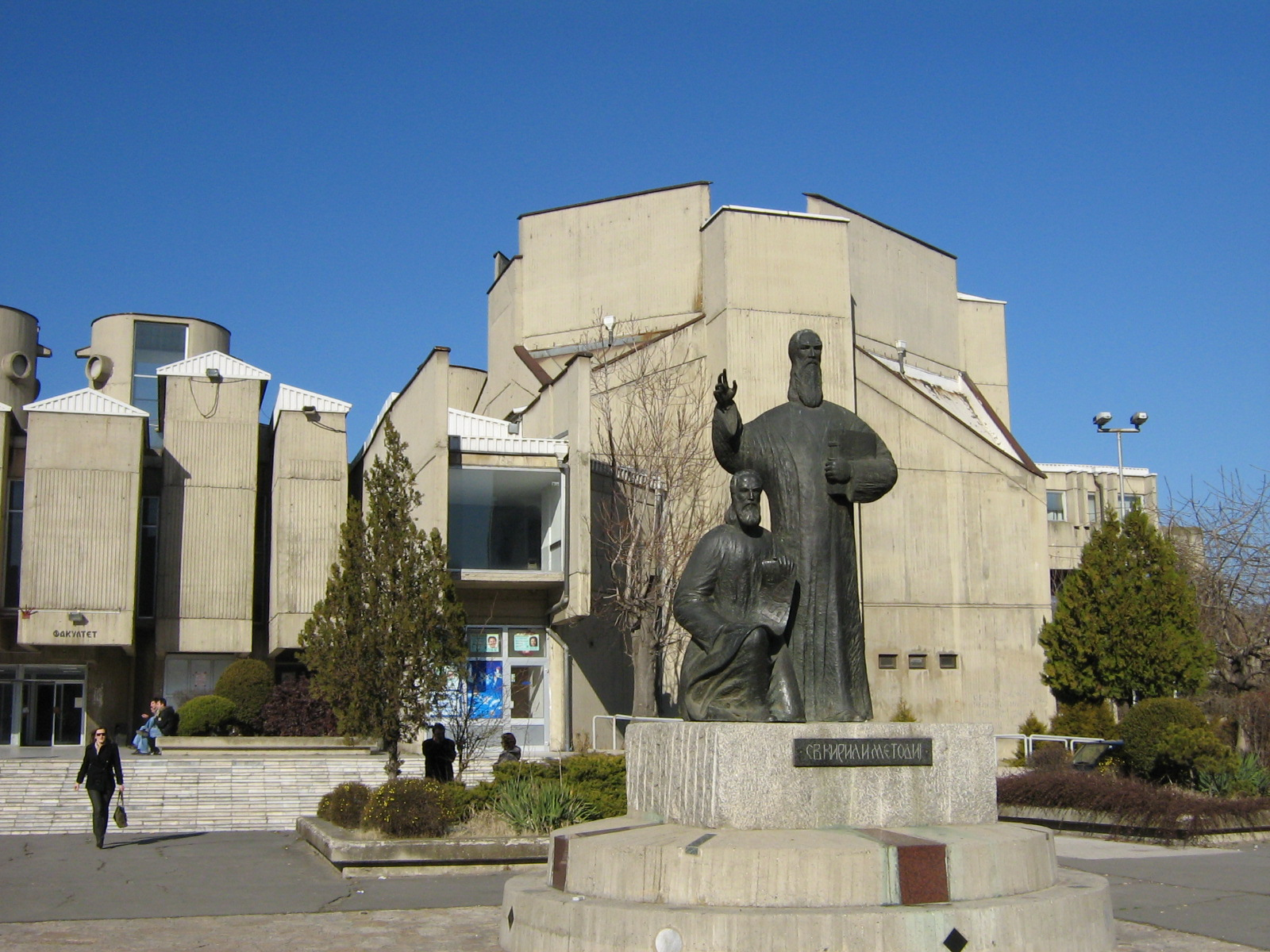
國立聖基里爾·美多德大學

據2002年的人口普查，斯科普里有193,425人接受過高中教育，有107,408人則只接受過義務教育。另外有14,194人進入大學學習，49,554人有學士學位，1,777人有碩士學位、1,682人有博士學位。斯科普里有11,259人未受過教育，有28,292人接受教育不足。10歳以上的斯科普里市民的識字率為97.5%，比全國平均值96.1%略高。通常來說，斯科普里人比馬其頓其他地方的人更易接受教育。
斯科普里市內有數座大學，其中最具歷史的大學是聖基里爾·美多德大學。這所公立大學創建于1949年，當時有三個學院。而現在則擴大至23個學院，10個研究機構，有36,000人學生。
馬其頓共和國獨立以來，新設立的大學幾乎都是私立大學。歐洲大學設立于2001年，設有經濟學和計算機科學、法律、政治學、藝術與設計學院。FON大学設立于2003年，設有政治、國際關係、外國語、投資、安全、環境管理、經濟、科技和信息技術、體育、設計、多媒體和哲學等學院。其他的大學還有美國學院斯科普里大學等大學。2008年，斯科普里有21所高中。

## 宗教

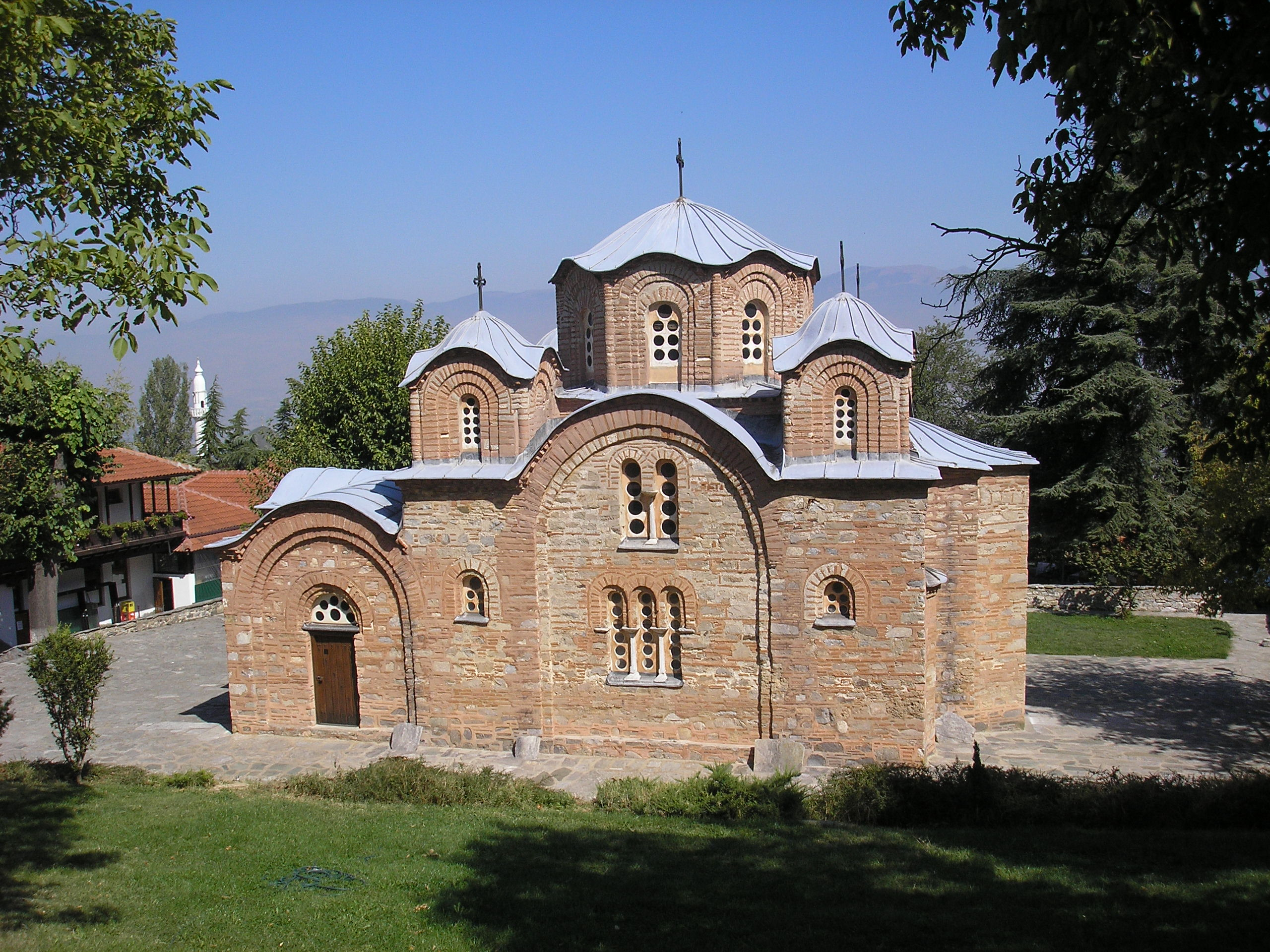
聖龐塔萊翁教堂

斯科普里受到東正教（斯科普里屬馬其頓正教會下屬斯科普里教區）和伊斯蘭教兩大宗教的很大影響。此外，天主教和新教、猶太教在斯科普里則是少數派。
斯科普里有從拜占庭建築到近代建築等多種不同建築樣式的教堂和修道院。拜占庭樣式的教堂有位於斯科普里近郊村莊的戈爾諾涅爾茨的聖龐塔萊翁教堂等建築。教堂完成于1164年。保留有科穆寧王朝時期的藝術遺跡，並且還以濕壁畫而聞名，表現出了12世紀的社會風氣。這些作品常和140年后留下類似精细作品的喬托·迪·邦多納的作品相互比較。其他值得一提的拜占庭樣式的建築物還有由馬爾科王儲在1366年建造的馬爾科修道院。聖尼基塔教堂和聖安東雷亞教堂的歷史可追溯至1300年代，兩者都有拜占庭式的特徵。聖母瑪利亞教堂建于1204年，之後被火災完全破壞，在1835年重建，然而之後又在1963年的斯科普里地震中受損。這個教堂自2002年10月2日開始重建。奧斯曼統治時期雖曾禁止修建教堂建築，斯科普里仍建設了數座教堂。聖救濟教堂建于16世紀，位於斯科普里舊巴扎和斯科普里要塞之間。馬其頓內部革命組織的革命家戈采·代爾切夫（Gotse Delchev）埋葬在教堂的中庭之中。聖德米特里教堂建設于18世紀，建設于一座建于13世紀古老教堂的場所內。這座教堂在奧赫里德的聖克萊門特教堂（Church of St. Clement of Ohrid）建設之前曾是正教會的大教堂。奧赫里德的聖克萊門特教堂建于1972年。在1990年，為紀念教會的守護聖人奧赫里德的聖克萊門特誕生1150周年，教堂被奉獻給奧赫里德。斯科普里市中心還有天主教的聖心教堂。

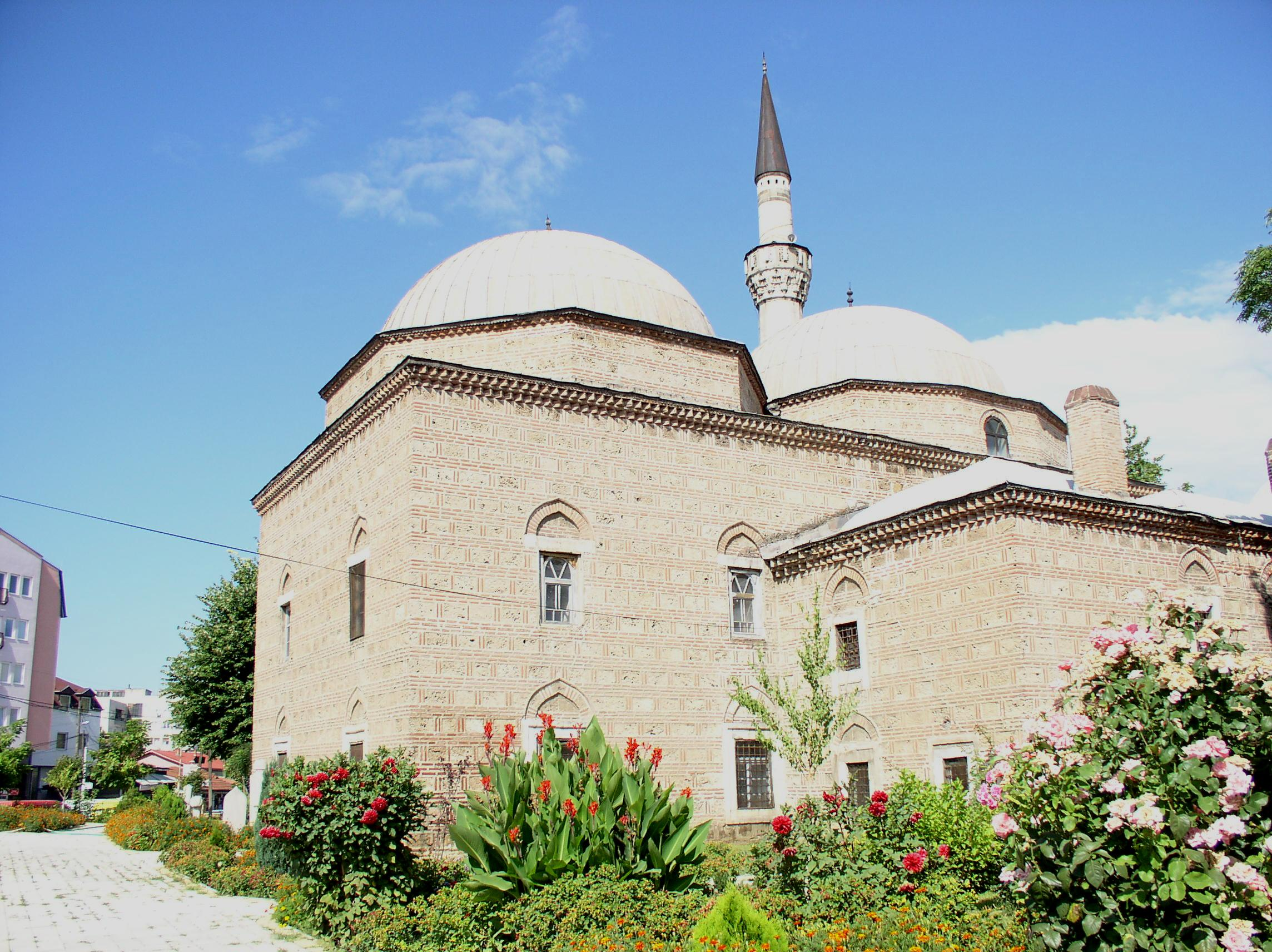
伊薩·貝伊清真寺

斯科普里清真寺最集中的地區是在舊巴扎，這一地區的建築多為典型的奧斯曼建築。其中最傑出的清真寺是穆斯塔法·帕夏清真寺，清真寺建于1492年，之前曾是基督教徒的土地。清真寺由穆斯塔法帕夏出資修建，他是巴耶濟德二世和塞利姆一世治世時是奧斯曼帝國傑出的政治人物。其他重要的清真寺還有位於舊巴扎外側的伊薩·貝伊清真寺，這座清真寺是在伊薩貝伊死後為紀念他而建設的。清真寺有兩個大的穹頂，在玄關一帶還有五個小的穹頂。伊薩克·貝伊清真寺建于1439年，位於舊巴扎北側，有高30米的叫拜塔。伊薩克·貝伊就埋葬在位於清真寺後面的turbe墓地。

## 交通
自1990年代開始，斯科普里逐漸成為東南歐的交通據點。泛歐交通走廊8號線（東西方向）和泛歐交通走廊10號線（南北方向）在斯科普里交匯。新的高速公路的建設得到進展，新的斯科普里環狀公路和斯科普里國際機場的現代化擴張工程也正在進行。

### 機場
斯科普里國際機場是斯科普里唯一的國際機場，位於距市中心約22公里的彼得羅韋茨市鎮。土耳其企業TAV獲得了機場的所有權，投資2億歐元進行斯科普里機場和奧赫里德機場的擴張和翻新工作，并在什蒂普新建貨物機場。斯科普里機場有前往阿姆斯特丹、貝爾格萊德、布爾薩、布魯塞爾、漢堡、斯德哥尔摩、倫敦等歐洲主要城市的航班。

### 公路
歐洲E75公路自挪威瓦爾德出發至希臘克里特島，通過斯科普里東側。E75號線還連接了斯科普里和北馬其頓國內其他都市，包括庫馬諾沃和韋萊斯、內戈蒂諾、蓋夫蓋利亞。歐洲E65公路則通過斯科普里北側和西側，并連接斯科普里和泰托沃、戈斯蒂瓦爾、基切沃、奧赫里德、比托拉等馬其頓國內其他城市。

### 鐵路

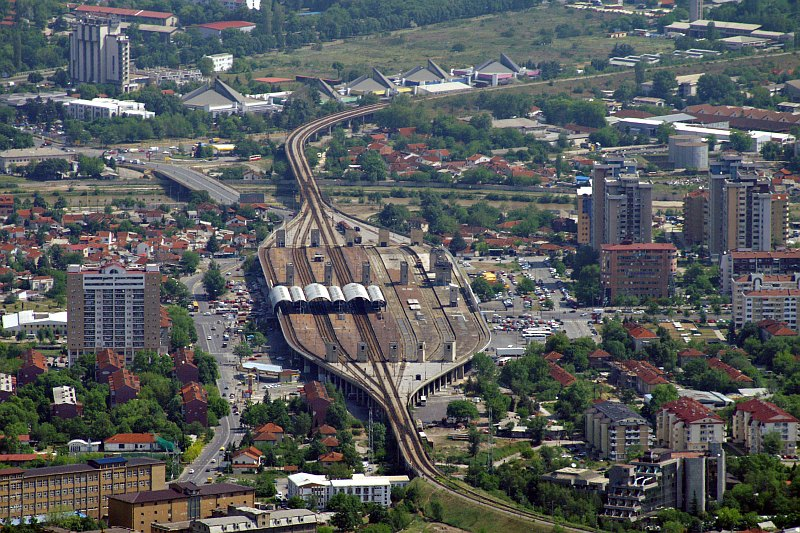
斯科普里的高架車站

斯科普里中央車站位於距市中心以東2公里處，建設于1970年代，作為新的交通中心以替代在1963年地震中受損的最早的火車站。新建設的車站有10個月台，但由於列車班數并沒有那麼多，因此並非所有月台都投入使用。馬其頓鐵路運行有自斯科普里開往塞爾維亞貝爾格萊德及科索沃普里什蒂納的國際列車。在過去曾運行由開往希臘塞薩洛尼基的國際列車，在2010年希臘經濟危機之後，希臘國家鐵路因經營上的理由暫停運行這班列車。

### 巴士

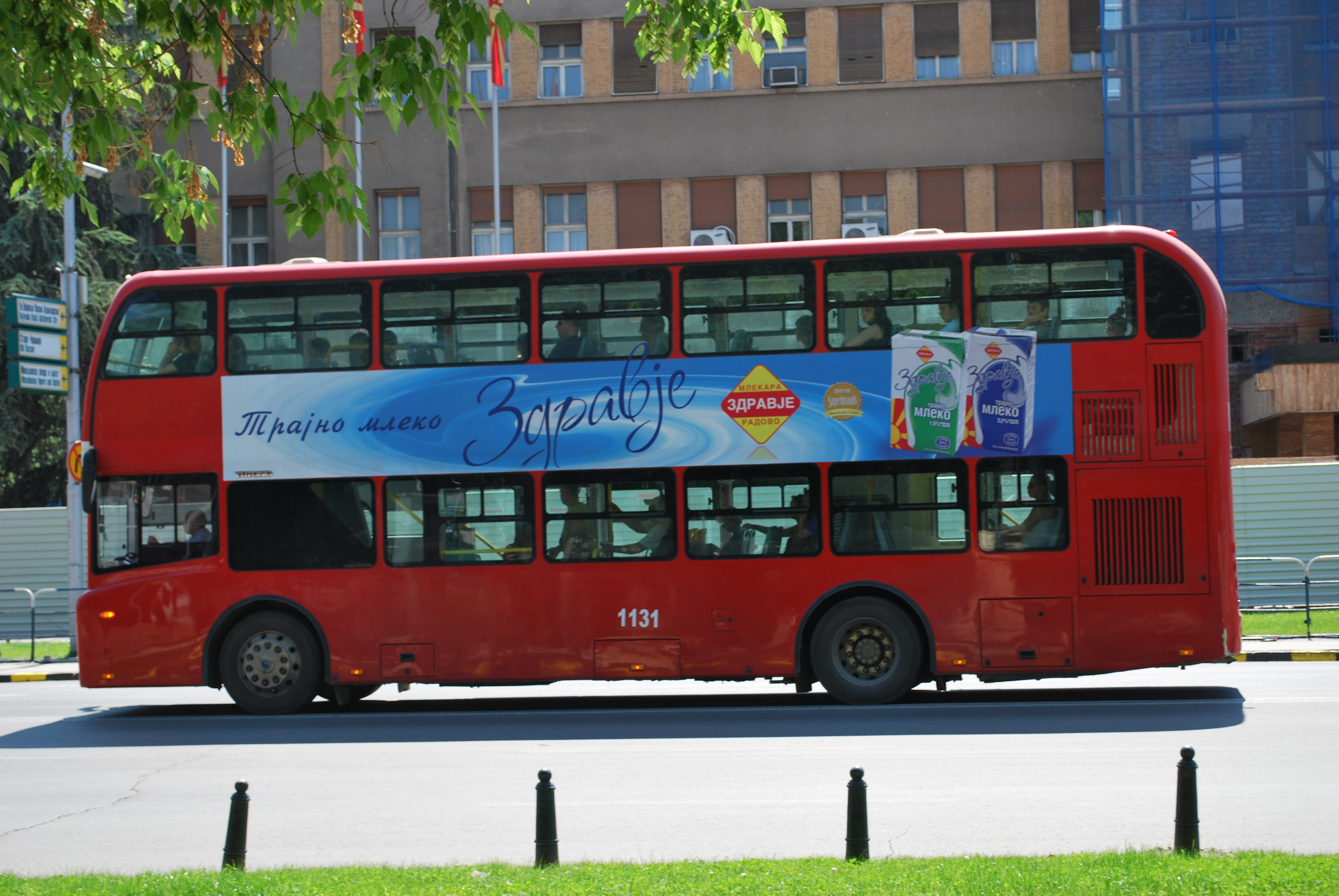
斯科普里市內的公交車

斯科普里中央巴士樞紐位於中央車站附近，自這裡有眾多開往北馬其頓國內主要城市及塞爾維亞貝爾格萊德和科索沃普里什蒂納、保加利亞索菲亞及土耳其伊斯坦布爾等巴爾幹半島各國主要都市的國際巴士發車。市內巴士則覆蓋斯科普里市區全境，并延伸至郊外。2011年，較舊的84輛巴士被在烏克蘭製造的新車代替。之後馬其頓政府購買了220輛雙層巴士，并投入斯科普里公共交通運營。2011年，在中國鄭州市宇通客車製造的68輛巴士已到達斯科普里。這種巴士可容納80人乘坐。斯科普里還有鋪設有軌電車的計劃。

## 觀光

### 地標

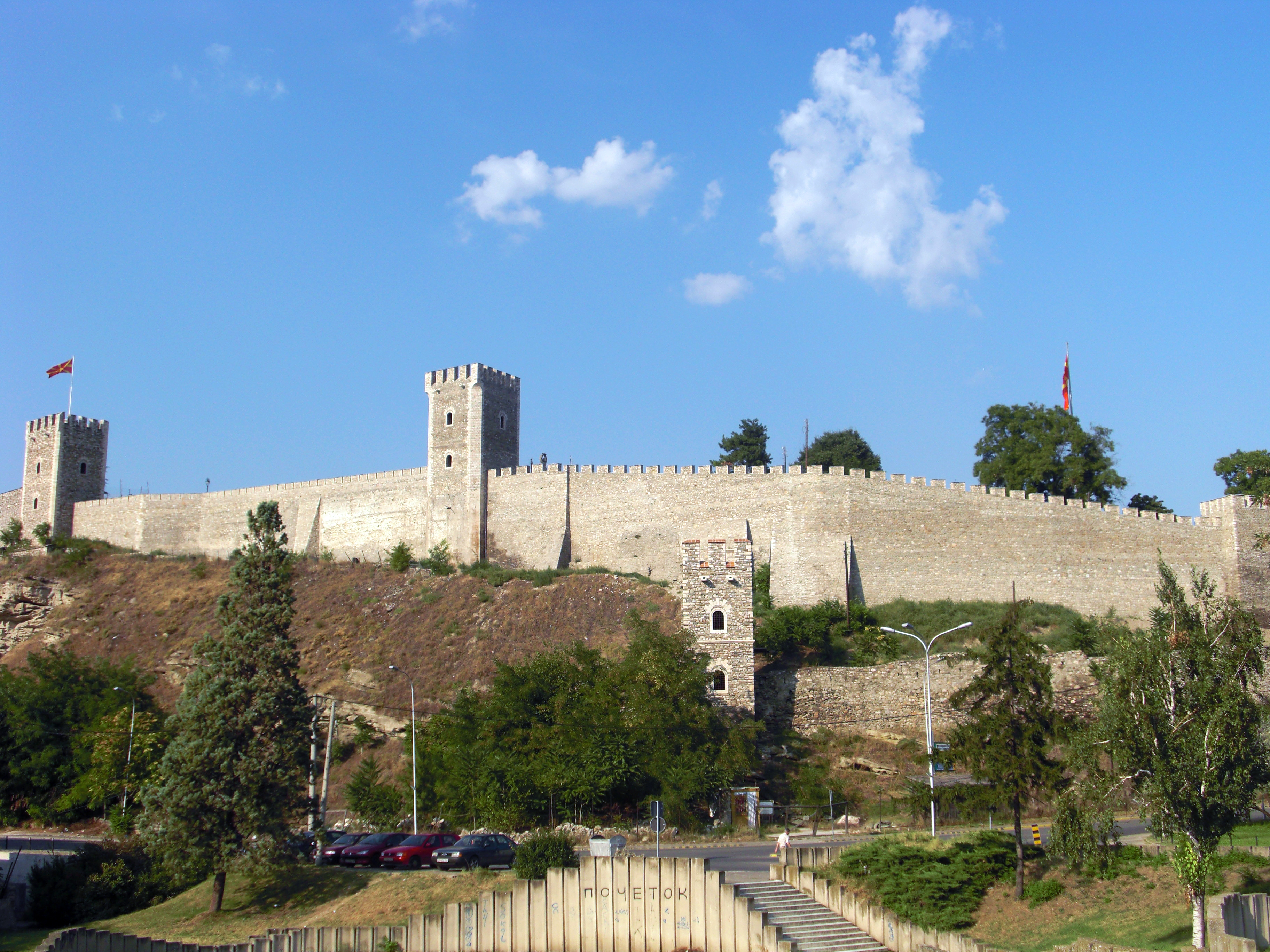
斯科普里城堡

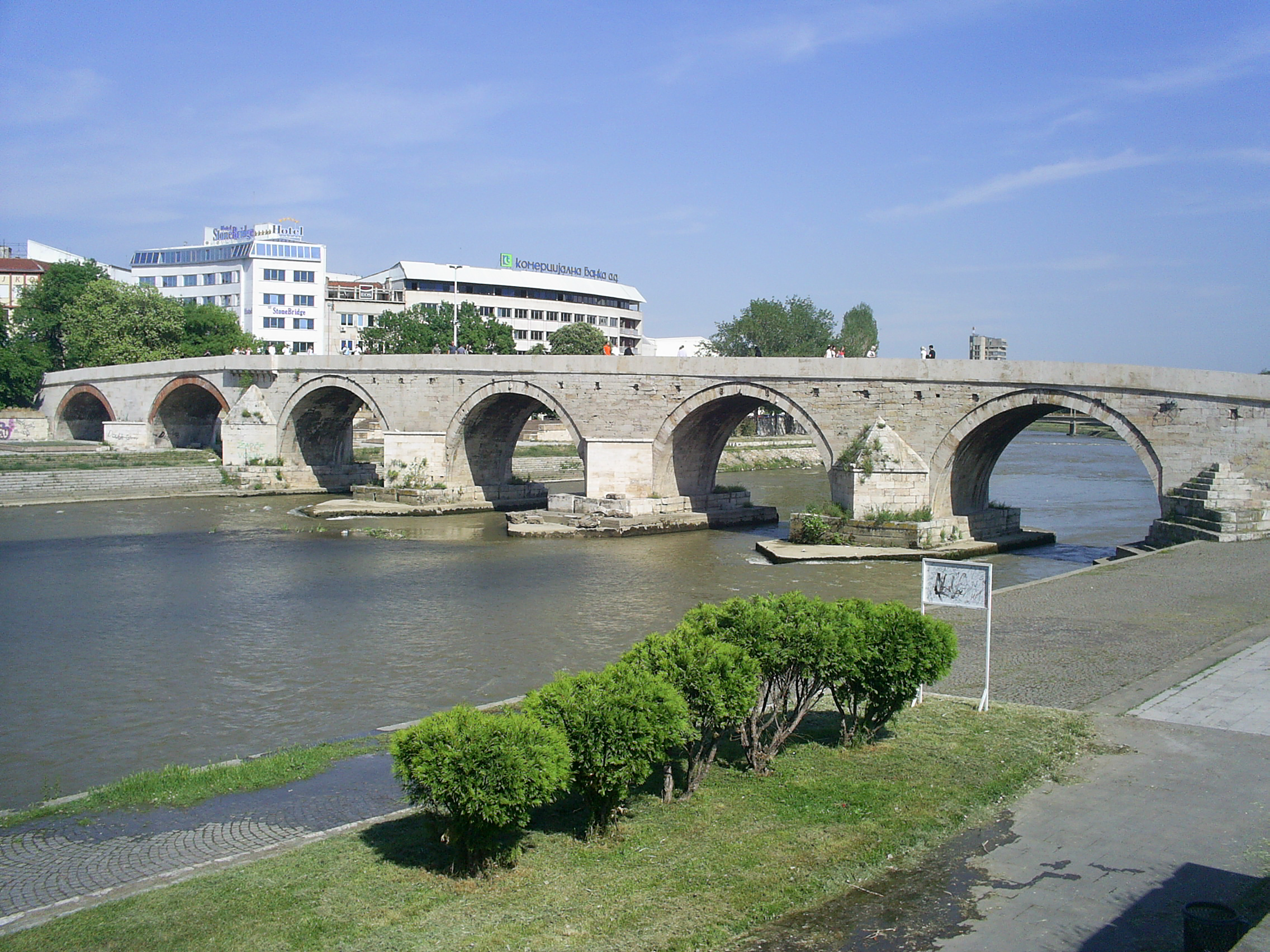
架在發達河上的石橋

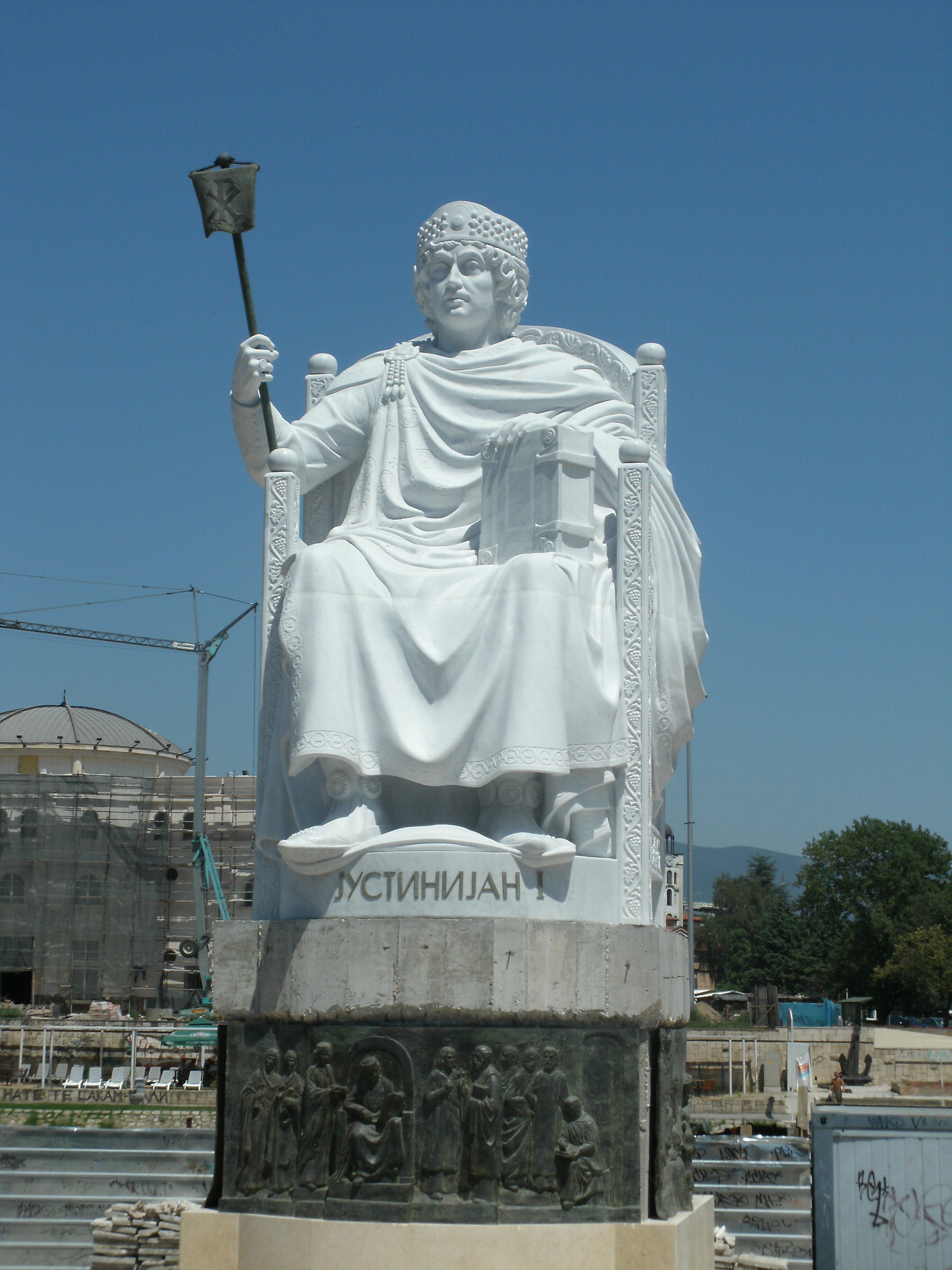
查士丁尼一世的雕像

今日的斯科普里城堡由東羅馬帝國在6世紀時修建。1963年斯科普里地震后，修復保存了環形城堡和長方形廣場及尖塔。現在成為斯科普里最受歡迎的觀光景點。斯科普里石橋建于1451年至1469年期間，是在穆罕默德二世的庇護下建造的。作為連接斯科普里過去和現在的象徵，石橋出現在斯科普里的市徽上。石橋還連接斯科普里最重要的廣場馬其頓廣場和斯科普里舊巴扎。在1963年的地震中，新古典主義建築國立銀行和軍隊大樓受到很大破壞，廣場的面積因此大幅擴大。其他著名建築物還有利斯提庫宮（Ristiḱ Palace）。2010年，在石橋附近建設了戈采·代爾切夫和達姆·格魯埃的紀念碑。
斯科普里舊巴扎是巴爾幹半島規模最大，也最重要的東方風格的巴扎之一。舊巴扎位於發達河的東南，東西文化在這裡交匯。巴扎內有清真寺和隊商旅館、土耳其浴場、鐘塔、貝德斯坦以及各種獨具特徵的店鋪。
貝德斯坦建于15世紀，由當時統治斯科普里的蘇丹加茲·伊斯哈庫·貝伊修建。在1689年因火災被毀，之後重建。現在看到的貝德斯坦是1889年修復之後的建築。斯科普里鐘塔建于16世紀，建設于一座古建築的基礎上。穆拉德二世清真寺位於其北側。齊夫特浴池是一座土耳其式的公共浴場，位於巴扎的中央。道特帕夏浴池則建于15世紀。兩個浴池現在都改建為畫廊。巴扎內還有卡潘（Kapan An）、蘇黎（Suli An）和庫爾蘇姆利（Kuršumli An）等中世紀的隊商旅館。建築物的特徵是具有拱門和穹頂。Kuršumli An因為在建設時使用了鉛，因此以「鉛之旅館」而聞名。隊商旅館建于16世紀塞利姆二世的治世時期，由他的科學家兒子穆賽因·奧多薩修建。在今天這些建築物展示有來自馬其頓國立博物館的展示物。巴扎大多數建築物是伊斯蘭建築，但也可看見數座基督教建築。
千年十字是一個位於博多諾山的觀光景點。這是一個巨大的十字架，為紀念基督教2000年而建設。十字架位於博多諾山的山頂，在奧斯曼時期的地名是Krstovar，這一地名在奧斯曼時期正是十字架之意，山頂曾有較小的十字架。斯科普里還有數個紀念德蘭修女的建築物。德蘭修女出生在斯科普里并在這裡度過她的童年時期，紀念她的建築物有她出生地的紀念碑及雕像，以及在2009年開館的紀念館。斯科普里北部的維茨貝戈沃村附近還殘留有古代的水道橋。建設于何時不得而知，其在奧斯曼帝國時期曾提供給公共浴場水源。目前尚殘留有55個石拱。
- 馬其頓廣場
- 舊火車站，現在是斯科普里博物館
- 利斯提庫宮
- 斯科普里石橋
- 戈采·代爾切夫和達姆·格魯埃的塑像
- 德蘭修女紀念館
- 千年十字
- 斯科普里水道橋
- 斯庫普里城堡的堅強、光榮與勝利紀念碑
- 斯科普里舊巴扎的入口
- 庫爾蘇姆利
- 卡潘
- 蘇黎
- 齊夫特浴池
- 巴扎的鐘塔
- 馬其頓廣場的亞歷山大大王的雕像和噴泉
- 馬其頓城門

### 夜生活

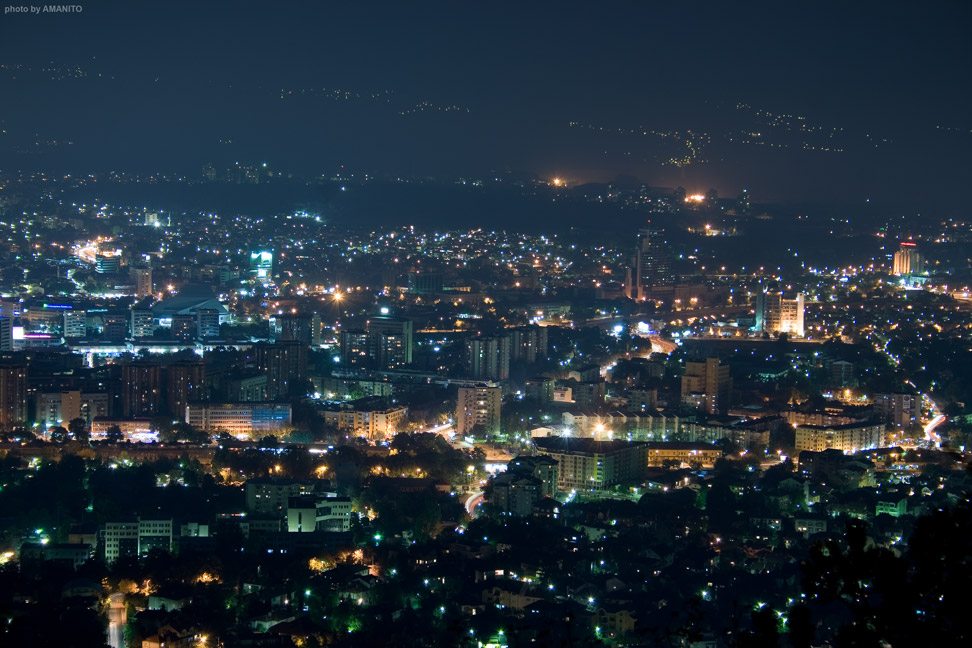
斯科普里夜景

雖然和其他的一些歐洲都市相比，斯科普里并不是非常有名的觀光都市，其夜生活卻極其多彩。最引人注目的是賭場，許多賭場都和酒店有著密切關係。主要賭場有太陽神都會酒店（Helios Metropol）、奧林匹克（Olympic）、波恩凡諾（Bon Venon）和雪莉（Sherry）等。在市中心可看見年輕人聚集的酒吧和舞廳、夜店。斯科普里最流行的夜店有Hard Rock、Maracana、B2、Havana和Colosseum等，這些地方常有世界知名DJ出場并進行當地特有的表演。2010年，Colosseum被選為東南歐最佳夜店之一。阿明·范·比倫、超越自我三人組等眾多音樂人也曾到訪斯科普里的夜店。中年以上的人們則常在大眾食堂品味傳統的北馬其頓料理及馬其頓民族音樂。巴爾幹半島音樂和塞爾維亞音樂也仍然流行。斯科普里有從傳統北馬其頓料理的餐館至以國際性料理為特徵的餐館等多種餐廳。斯科普里有名的咖啡廳則有Cafe Trend、La Cafe、Blue Cafe等。舊巴扎在過去曾是頗具人氣的夜生活場所。北馬其頓共和國政府也制定了復活舊巴扎的夜生活的計劃。咖啡廳和餐廳爲了吸引更多顧客，延長了營業時間。巴扎的餐廳則提供傳統的馬其頓葡萄酒和馬其頓料理，並且也提供奧斯曼料理（土耳其料理）。

## 文化

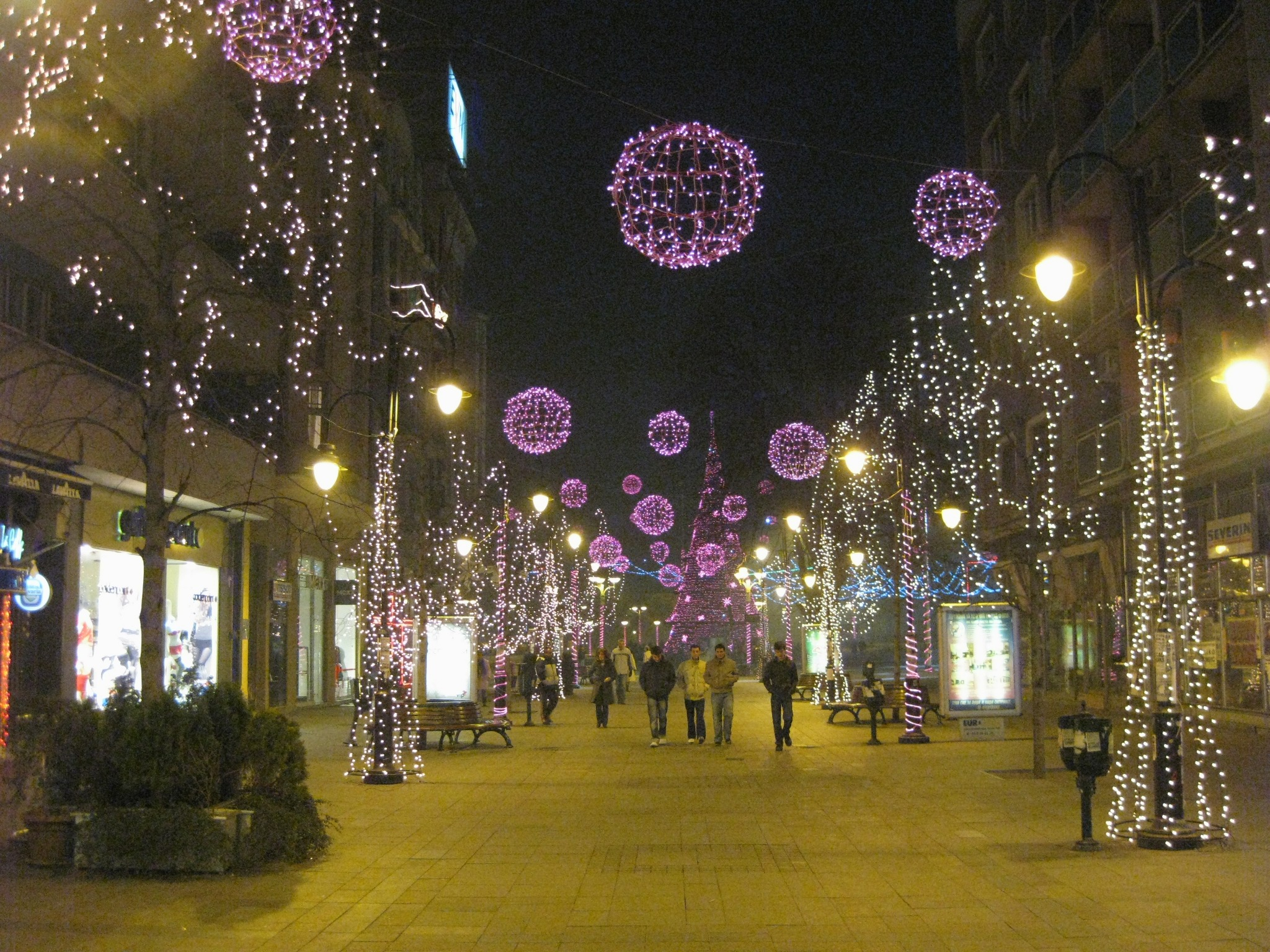
聖誕節時的斯科普里

斯科普里是北馬其頓共和國的文化中心，有許多重要的博物館位於這裡。現代美術館就是其中之一，收藏現代美術的作品。這家美術館是作為1963年斯科普里地震后重建的一部份而建造的。國際造型藝術協會呼籲的世界的藝術家製作作品以支援重建。博物館由波蘭政府捐贈，並且博物館也是由波蘭設計的。大公園地區現在則有眾多的雕塑，附近有多座博物館。馬其頓博物館和自然歷史博物館、馬其頓公文書館等其他重要的文化設施也位於斯科普里。
1981年10月以來，斯科普里每年都舉行斯科普里爵士音樂節。來自融合爵士樂、酸爵士、拉丁爵士、舒緩爵士等領域的音樂節都參加這一活動。雷·查爾斯及蒂托·蓬蒂、阿爾·迪·莫拉、尤索·恩多等著名音樂人在爵士音樂節上舉行過公演。其他在斯科普里舉行的音樂節還有布魯斯及靈魂樂音樂節。這些音樂節則舉辦年數相對較短，在每年夏天七月上旬舉行。過去曾有拉里·科耶爾、邁克·泰勒、甘蒂·達芙、若昂·博斯科、誘惑樂隊等音樂人參加。斯科普里夏季文化節是著名的文化活動，每年夏天在斯科普里舉行。文化節也是國際文化節活動協會（IFEA）的一員，包括音樂會和歌劇、芭蕾、喜劇、藝術、攝影展、電影等多種領域，有來自世界各地的超過2,000人參加。自1972年以來，斯科普里在5月舉行歌劇節，其目的是爲了在一般市民中普及歌劇。經過多年的發展，有超過50個國家的表演者參加。其他歌劇節還有青年歌劇節，這一活動開始于1976年5月，是由年輕的歌劇愛好者設立的。

## 媒體

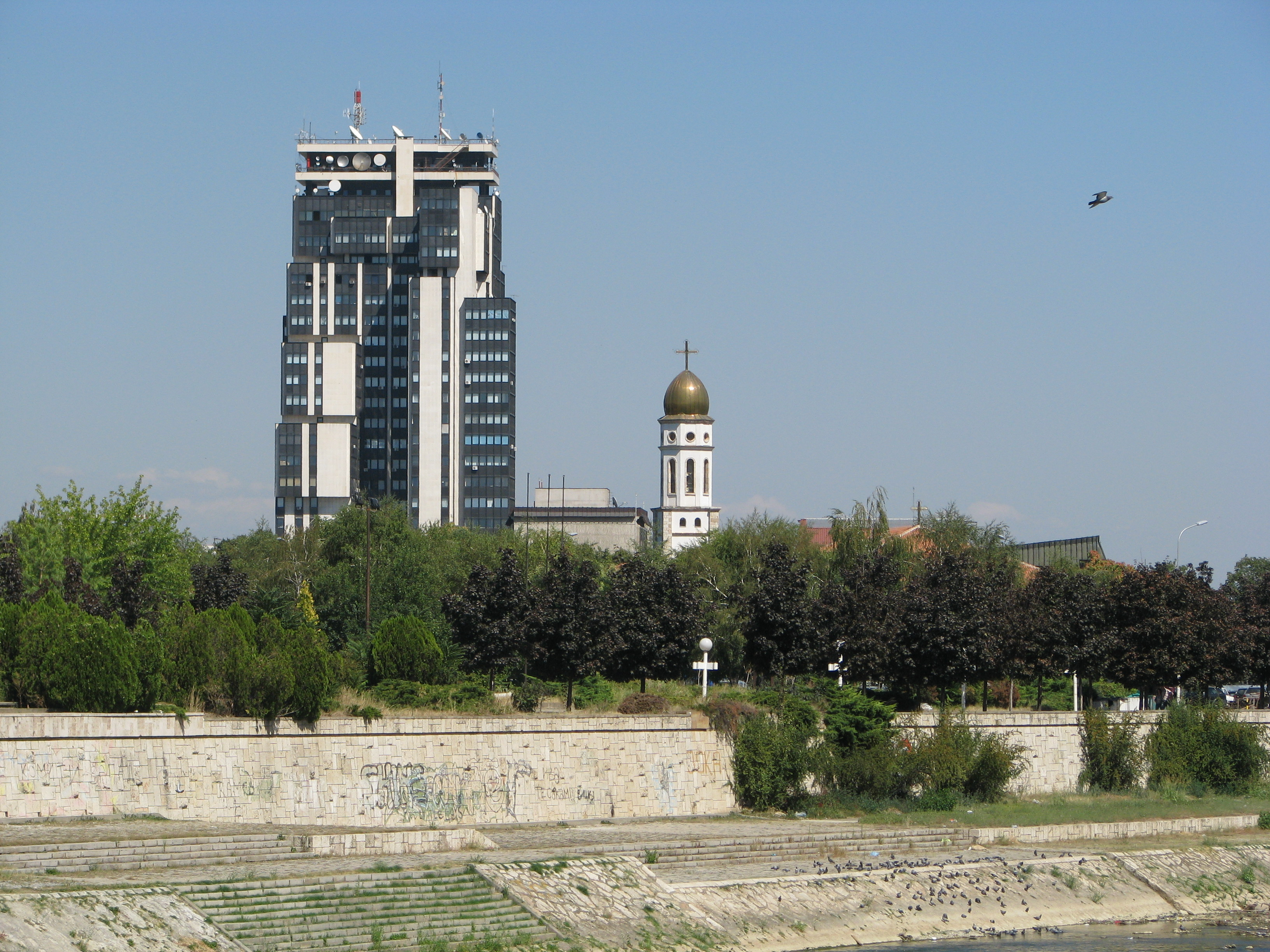
馬其頓廣播電視中心

斯科普里是北馬其頓最大的媒體中心。馬其頓信息部在2000年對818種報紙進行調查，其中超過600家總部設在斯科普里。《日報》（Дневник）設立于1996年，每日發行，發行數達6萬份。報紙《晚報》（Вечер）發行數則達5萬份。報紙新馬其頓發行量達2萬份。斯科普里其他著名的報紙還有民營的《晨報》（Утрински весник），發行量達3萬份；Вест發行量達2萬5千份；《時報》（Време）發行量達1萬5千份。雑誌《焦點》（Фокус）發行量達1萬2千份、《起始》（Старт）為1萬份、Denes為7,500份，這些雜誌的總部也設在斯科普里。
公共廣播馬其頓廣播電視（МРТ）設立于1966年，總部設在斯科普里，有3個全國頻道在馬其頓24小時播出。民營電視台則有А1電視台和Сител、Канал 5、Телма、Алфа тв、Алсат М等頻道也十分普及。此外，斯科普里還是北馬其頓信息通訊社和马其顿文传社（MAKFAX）等通信社的總部所在地。

## 體育

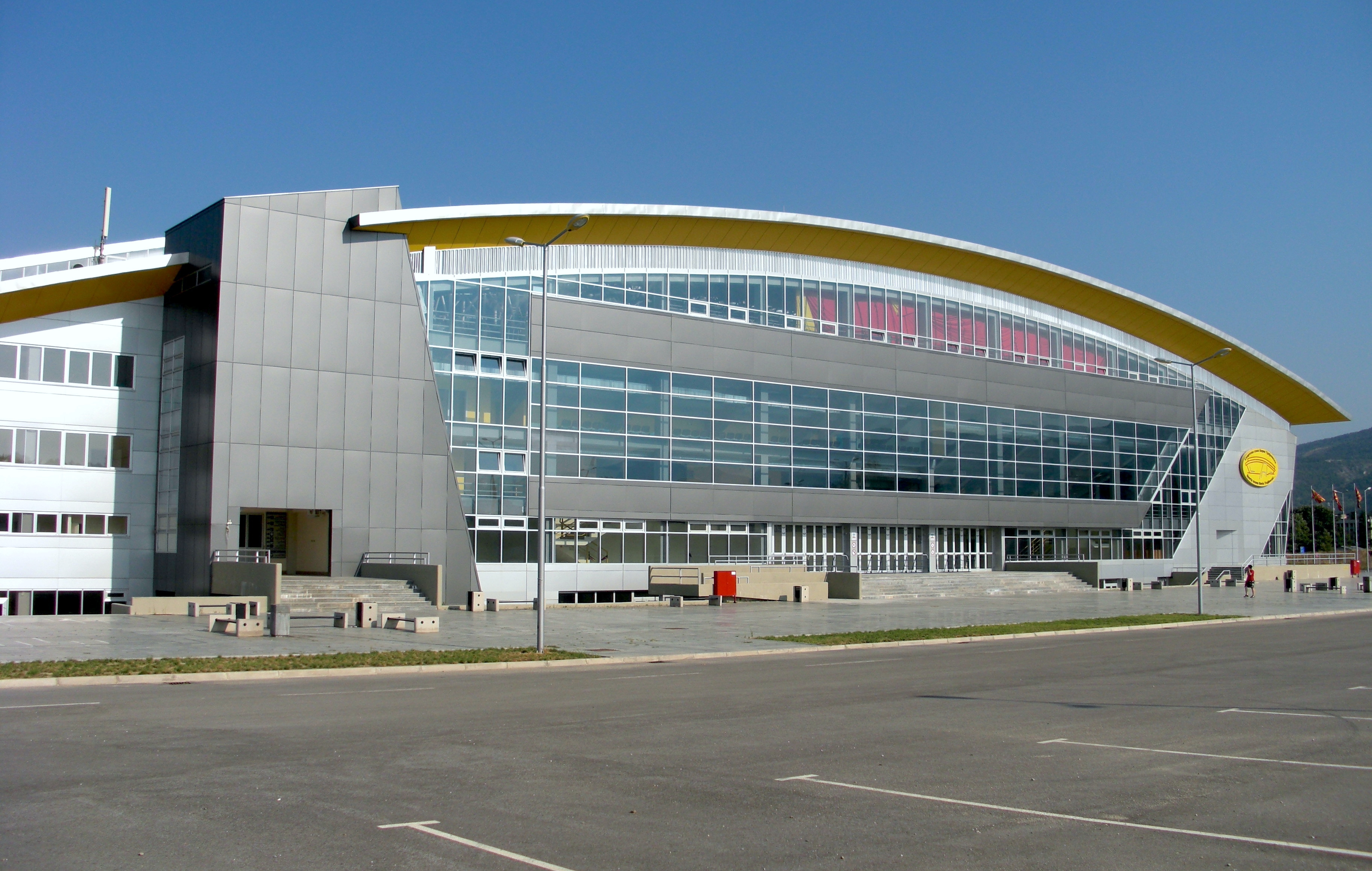
鮑里斯·特拉伊科夫斯基體育中心

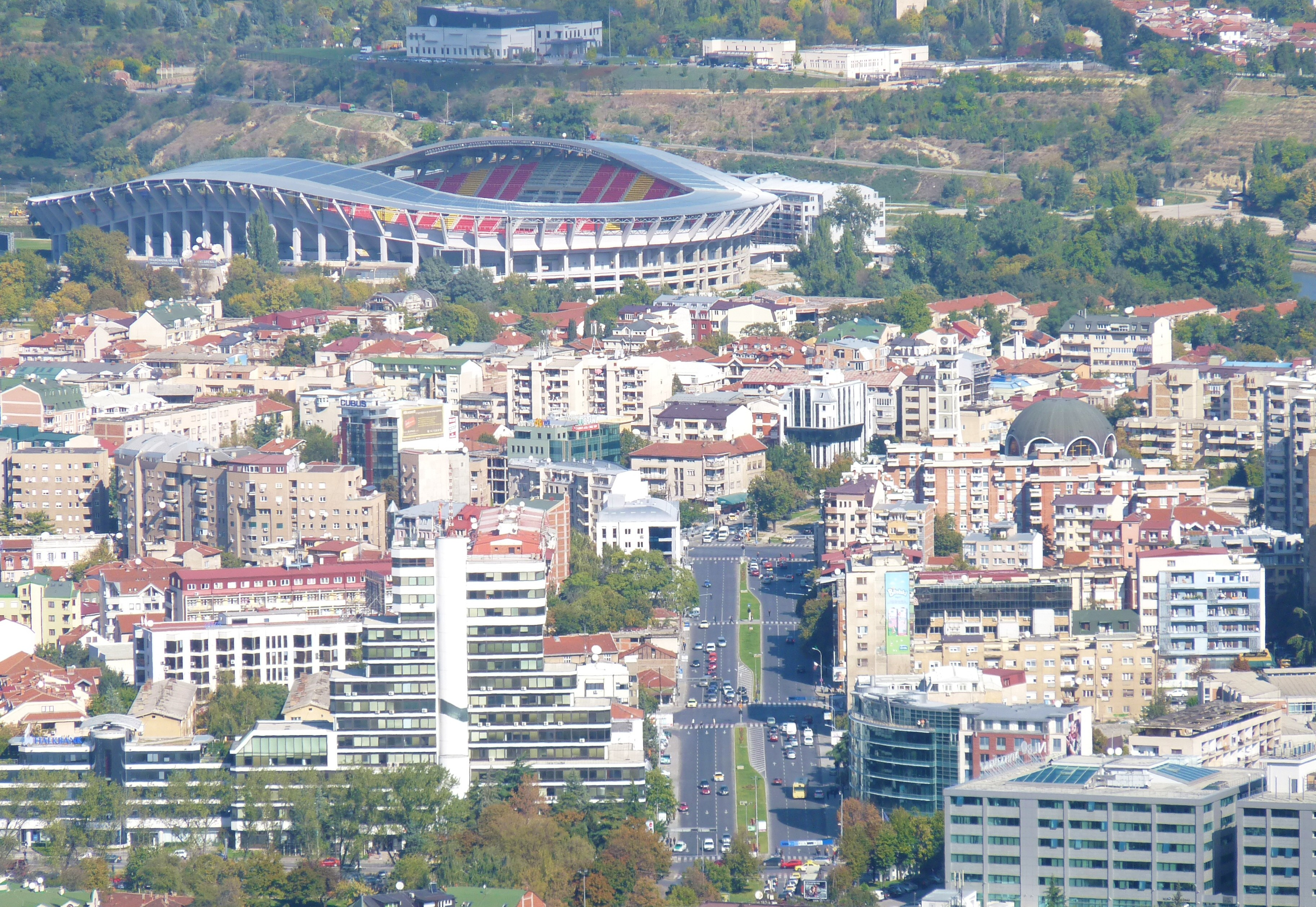
菲利普二世體育場

斯科普里是北馬其頓的首都和最大都市，有著眾多的體育設施。斯科普里有三個大的游泳池，其中兩個對應奧運會要求。有許多水球隊在這些泳池練習。斯科普里還有眾多足球場，賽爾足球場和傑雷扎爾尼卡足球場可容納4,000 - 4,500人。加雷的籃球場可容納5,000人，揚·桑丹斯基球場可容納4,000人。
斯科普里最大的體育場是菲利普二世體育場，完成于1947年，在2008年之前名稱是斯科普里城市體育場。爲了滿足FIFA要求，2009年開始擴充改建這座體育場，新建的體育場可容納32,580人，並且還有健康水療和健身房。2008年完工的鮑里斯·特拉伊科夫斯基體育中心是北馬其頓最大的體育綜合設施，其名稱是爲了紀念在2004年的空難中遇難的馬其頓共和國總統鮑里斯·特拉伊科夫斯基。体育中心设有手球场、籃球场、保齡球場、健身房和冰球場。中心的主大廳可容納10,000人，定期舉行音樂會。
以斯科普里為主場的足球隊有瓦爾達爾足球俱樂部和拉博特尼奇基足球俱樂部兩支球隊，他們都參加北馬其頓足球甲級聯賽的賽事，是北馬其頓最具人氣的球隊。兩支球隊都在菲利普二世體育場進行和國家隊相同規格的訓練。此外斯科普里還是FK馬其頓佐塞彼得羅夫（Makedonija Gjorče Petrov）、FK斯科普里等參加乙級和丙級聯賽球隊的主場。在北馬其頓，僅次于足球的第二大體育運動是籃球，KK拉博特尼基、KK MZT斯科普里、KK瓦爾達爾等球隊是北馬其頓具代表性的籃球隊。手球運動也很興盛，代表性球隊有RK瓦爾達爾和RK斯科普里冶金，女子球隊則有ŽRK冶金。2008年，斯科普里和奧赫里德共同舉行了2008年歐洲女子手球錦標賽。

## 姊妹城市
| 國家/地區      | 城市                            | 締結年份 | 來源            |
| -------------- | ------------------------------- | -------- | --------------- |
| 土耳其         | 安卡拉                          | 1995年   | [ 117 ]         |
| 英国           | 布拉德福德（英格蘭約克郡-亨伯） | 1961年   | [ 117 ]         |
| 法國           | 第戎（勃艮第）                  | 1961年   | [ 117 ]         |
| 德国           | 德累斯頓（薩克森自由州）        | 1967年   | [ 117 ]         |
| 美国           | 坦佩（亞利桑那州）              | 1971年   | [ 117 ]         |
| 法國           | 魯貝（上法蘭西大區）            | 1973年   | [ 117 ]         |
| 比利时         | 瓦雷姆（瓦隆大區列日省）        | 1974年   | [ 117 ]         |
| 德国           | 紐倫堡（巴伐利亞）              | 1982年   | [ 117 ]         |
| 中华人民共和国 | 南昌市（江西省）                | 1984年   | [ 117 ]         |
| 土耳其         | 馬尼薩（馬尼薩省）              | 1985年   | [ 117 ]         |
| 埃及           | 蘇伊士（蘇伊士省）              | 1985年   | [ 117 ]         |
| 斯洛維尼亞     | 盧布爾雅那                      | 1997年   | [ 117 ]         |
| 土耳其         | 伊斯坦布爾                      | 2003年   | [ 117 ]         |
| 美国           | 匹茲堡（賓夕法尼亞州）          | 2003年   | [ 117 ]         |
|                | 薩拉熱窩                        | 2007年   | [ 117 ] [ 118 ] |
| 蒙特內哥羅     | 波德戈里察                      | 2008年   | [ 117 ]         |
| 西班牙         | 薩拉戈薩（阿拉貢自治區）        | 2008年   | [ 117 ]         |
|                | 薩格勒布                        | 2012年   | [ 117 ] [ 119 ] |
| 塞爾維亞       | 貝爾格萊德                      | 2012年   | [ 117 ] [ 120 ] |
| 保加利亚       | 索菲亞                          | 2015年   | [ 117 ] [ 121 ] |
| 阿尔巴尼亚     | 地拉那                          | 2016年   | [ 122 ]         |

## 外部連結
- 斯科普里
- Discover Skopje
- City of Skopje Official Portal （页面存档备份，存于）
- Skopje on Wikivoyage
- Skopje at night, picture gallery.